# Liste de personnalités figurant sur les timbres d'Allemagne
 (avril 2018).
Si vous disposez d'ouvrages ou d'articles de référence ou si vous connaissez des sites web de qualité traitant du thème abordé ici, merci de compléter l'article en donnant les références utiles à sa vérifiabilité et en les liant à la section « Notes et références ».
Cette liste recense les personnalités figurant sur les timbres-poste d'Allemagne fédérale, de la République Démocratique d'Allemagne, des diverses zones d'occupation alliées, de la Sarre, du Troisième Reich, de la République de Weimar, de l'Empire Allemand ainsi que des divers petits royaumes qui l'ont précédé.

## Allemagne fédérale (de 1949 à aujourd'hui)
Sur les timbres d'Allemagne fédérale (Allemagne de l'Ouest puis Allemagne réunifiée), ce sont des personnes d’Église (prêtres, pasteurs mais aussi le Christ) qui sont représentées au début. Par la suite, nombre de timbres seront à l'effigie des personnalités de la culture des siècles passés (compositeurs, écrivains, philosophes...) ainsi que des scientifiques. On retrouve également des timbres représentant les présidents successifs jusque dans les années 1960. On retrouve assez peu de personnalités étrangères, hormis quelques exceptions comme Charles de Gaulle ou Elvis Presley.
Une place est également faite aux femmes puisque chaque année à partir de la décennie 1980, une série de timbres commémorant des femmes célèbres sera imprimée.

### A
- Adam Adami, homme d'État (1998)

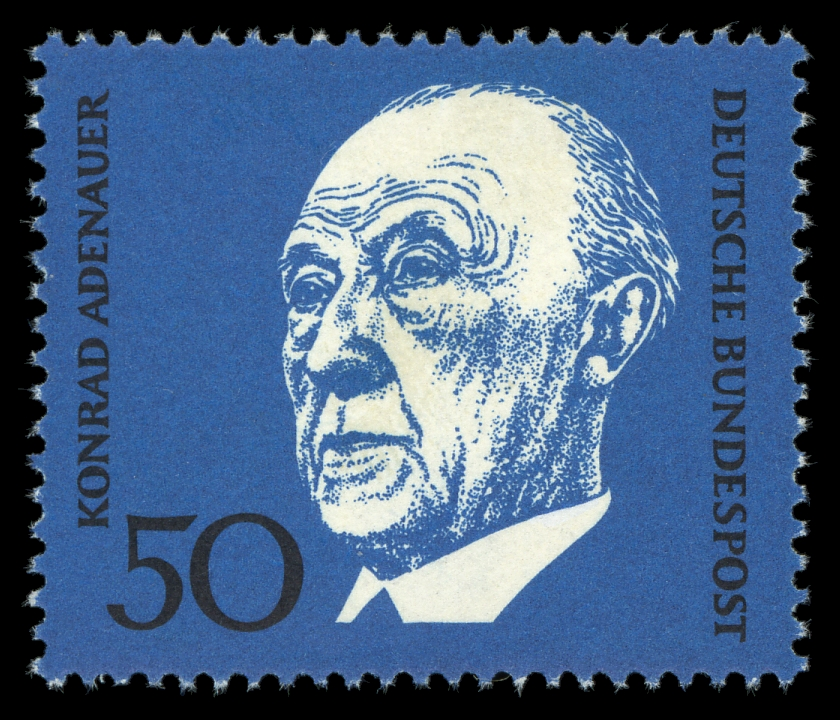
Konrad Adenauer sur un timbre de 1968.

- Konrad Adenauer, homme d'État (1968, 1976, 1988, 1992)
- Theodor W. Adorno, philosophe (2003)
- Hans Albers, acteur (1991)
- Wilhelm Eduard Albrecht, germaniste (2012)
- Alexandre VIII, pape (1998)
- Dante Alighieri, poète (1971)

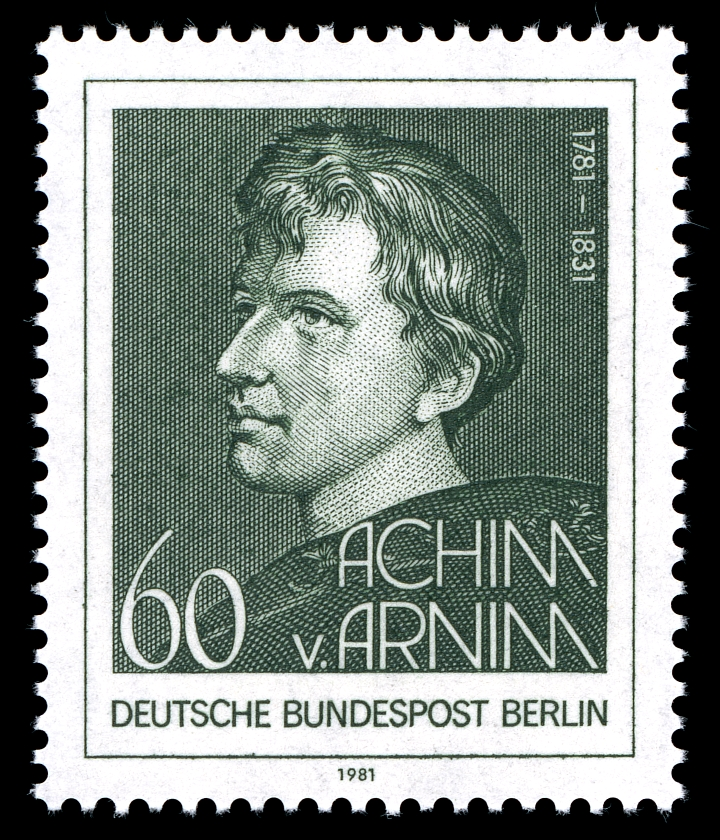
Ludwig Achim von Arnim sur un timbre de 1981 célébrant son anniversaire.

- Mathilde Franziska Anneke, femme politique (1988)
- Thomas d'Aquin, philosophe (1974)
- Hannah Arendt, politologue (1988, 2006)
- Ernst Moritz Arndt, écrivain (1969)
- Karl Arnold, dessinateur (2001)
- Cosmas Damian Asam, peintre (1989)
- François d'Assise, frère (1982)
- Cilly Aussem, joueuse de tennis (1988)

### B

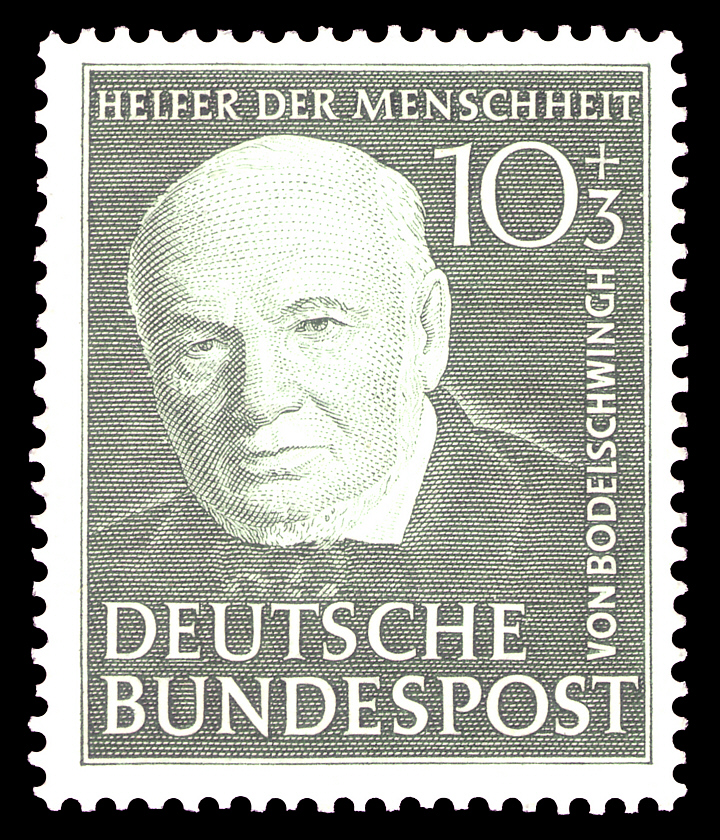
Friedrich von Bodelschwingh sur un timbre de charité de 1951.

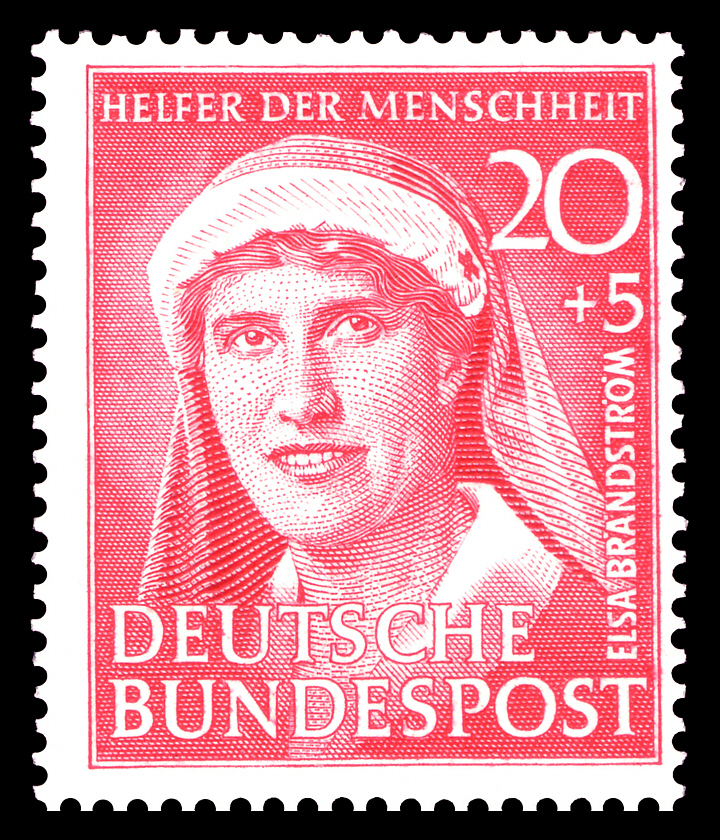
Elsa Brändström sur un timbre de charité de 1951.

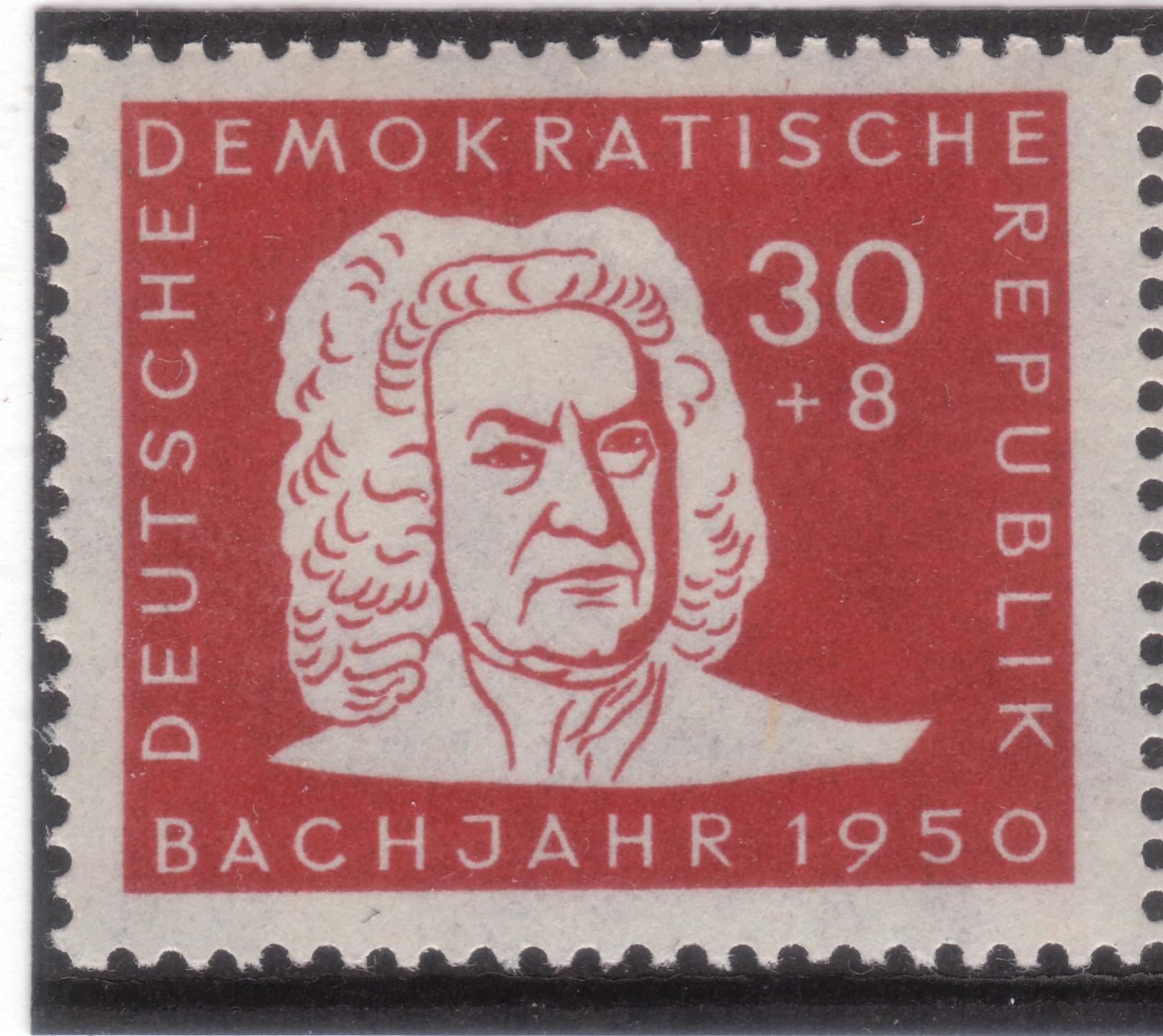
Jean-Sébastien Bach sur un timbre de 1950 commémorant les 200 ans de sa mort.

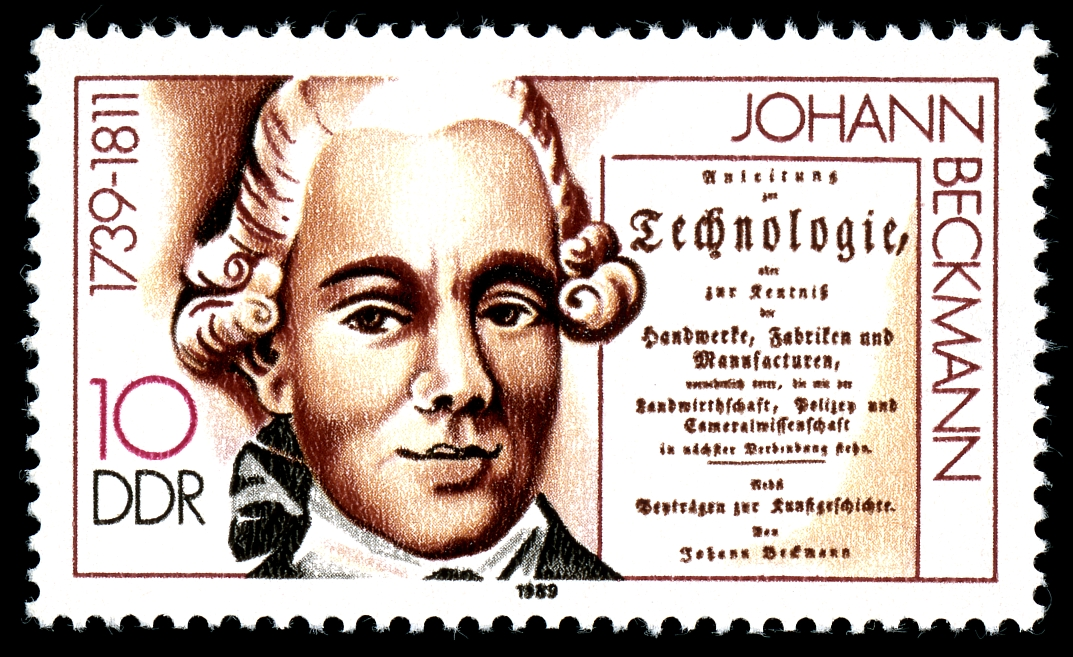
Johann Beckmann sur un timbre de 1989.

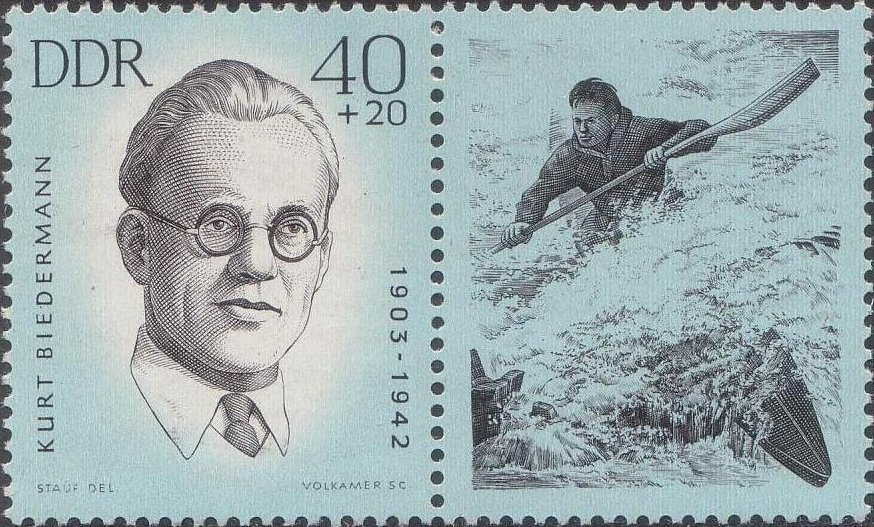
Kurt Biedermann sur un timbre de 1963 issu d'une série rendant hommage aux résistants de la Seconde Guerre mondiale.

Willi Bredel sur un timbre de 1966 issu d'une série sur les Combattants anti-fascistes.

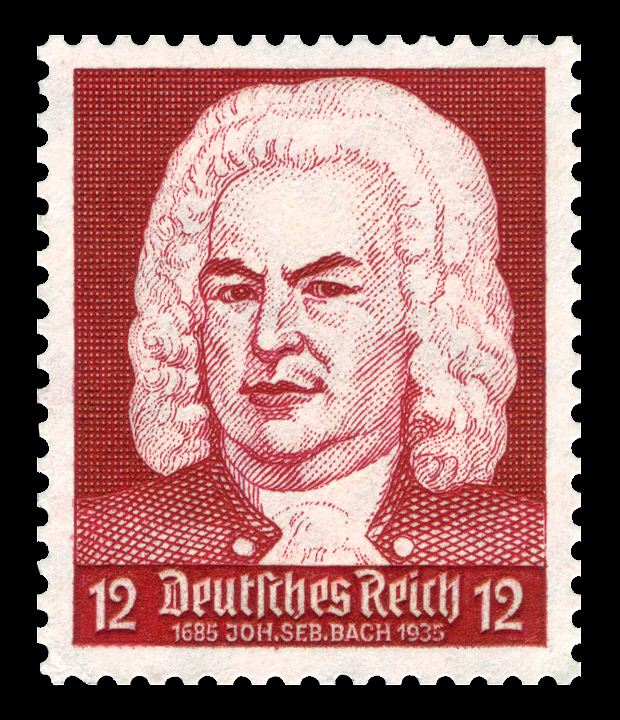
Jean-Sébastien Bach sur un timbre de 1935 célébrant son anniversaire.

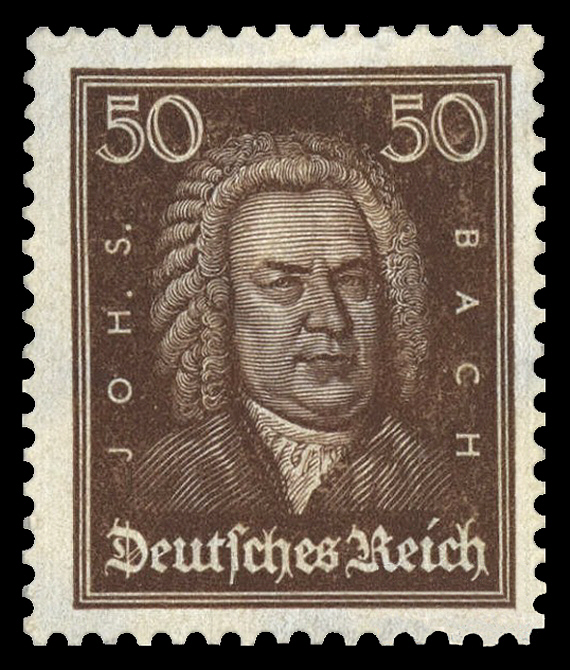
Jean-Sébastien Bach sur un timbre de 1926.

- Jean-Sébastien Bach, musicien (1961, 1985, 2000)
- Leo Baeck, rabbin (1957)
- Albert Ballin, homme d'affaires (1957)
- Karl Barth, pasteur (1986)
- Gertrud Bäumer, écrivaine (1974)
- Pina Bausch, danseuse (2015)
- Louis II de Bavière, roi (1986)
- August Bebel, homme politique (1988)
- Ludwig Beck, militaire (1964)
- Max Beckmann, peintre (2003)
- Ludwig van Beethoven, compositeur (1959, 1961, 1970)
- Peter Behrens, architecte (2018)
- Emil Adolf von Behring, médecin (1954, 2004)
- Elly Beinhorn, aviatrice (2010)
- Johann Albrecht Bengel, théologien (1987)
- Werner Bergengruen, romancier (1992)
- Benoît XVI, pape (2007)
- Götz von Berlichingen, chevalier (1980)
- Friedrich Wilhelm Bessel, astronome (1984)
- Hildegarde de Bingen, religieuse (1979)
- Otto von Bismarck, homme d'État (1965, 2015)
- Hans Böckler, homme politique (1975)
- Arnold Bode, architecte (2000)
- Friedrich von Bodelschwingh, théologien (1951, 1967, 1977, 1996)
- Elisabeth Boehm, illustratrice (1991)
- Heinrich Böll, écrivain (2017)
- Eugen Bolz, homme politique (2006)
- Dietrich Bonhoeffer, pasteur (1964, 1994)
- Wolfgang Borchert, écrivain (1996)
- Catherine de Bore, épouse de Martin Luther (1999)
- Max Born, physicien (1982)
- Johannes Brahms, compositeur (1982)
- Frédéric-Guillaume Ier de Brandebourg, homme politique (1995)
- Elsa Brändström, infirmière (1951)
- Willy Brandt, homme d'État (1993, 2013)
- Bertolt Brecht, dramaturge (1998)
- Clemens Brentano, poète (1978)
- Anton Bruckner, compositeur (1996)
- Martin Buber, philosophe (1978)
- Martin Bucer, théologien (2001)
- Gerd Bucerius, homme politique (2006)
- Wilhelm Busch, dessinateur (1958)

### C

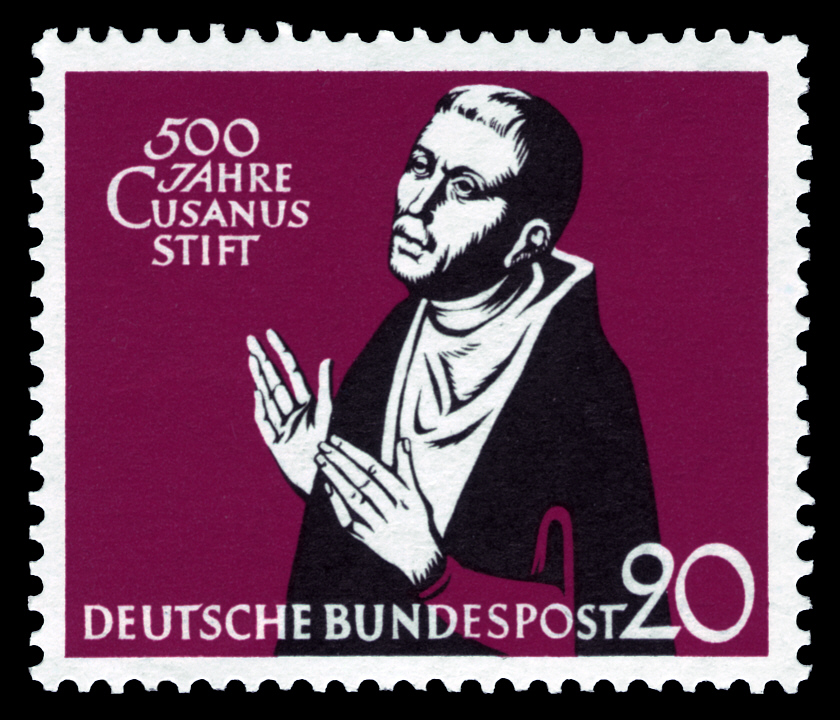
Nicolas de Cues sur un timbre de 1958 célébrant son anniversaire.

- Jean Calvin, théologien (1964, 2009)
- Karl Carstens, homme d'État (1982)
- Charlie Chaplin, acteur (2001)
- Charlemagne, roi (1999)
- Charles Quint, empereur (2016)
- Winston Churchill, homme d'État (1968)
- Matthias Claudius, poète (1990)
- Carl von Clausewitz, militaire (1981)
- Comenius, philosophe (1970)
- Aloysius Contareno, homme d'État (1998)
- Nicolas Copernic, astronome (1973)
- Pierre de Coubertin, historien (1968)
- Hedwig Courths-Mahler, écrivaine (1992)
- Lucas Cranach l'Ancien, peintre (1972)
- Nicolas de Cues, penseur (1958)

### D

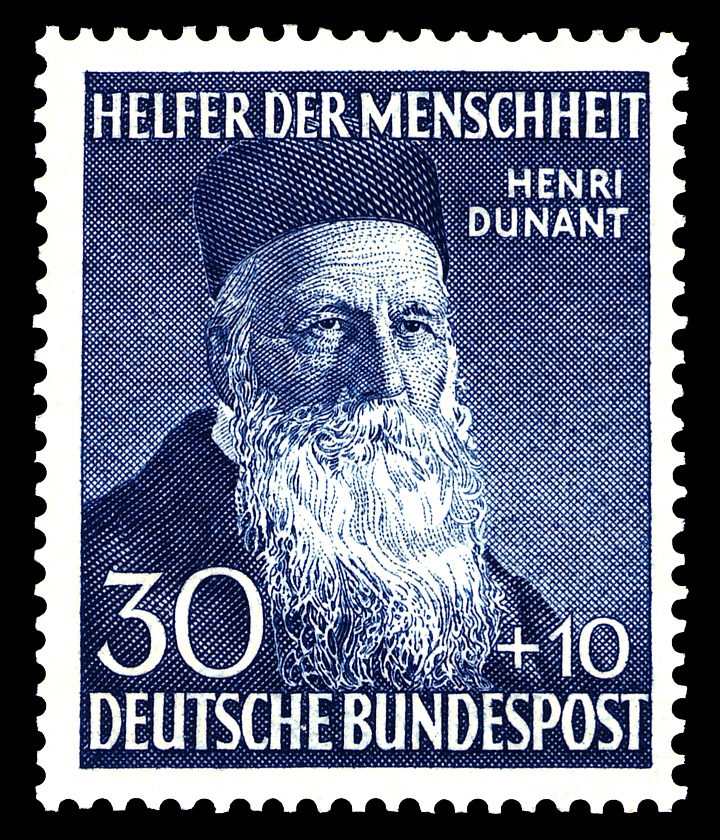
Henri Dunant sur un timbre de charité de 1952.

- Friedrich Christoph Dahlmann, historien (2012)
- Thomas Dehler, homme politique (1997)
- Alfred Delp, prêtre (1964)
- Carl Diem, universitaire (1968)
- Rudolf Diesel, ingénieur (1958, 1997)
- Marlene Dietrich, actrice (1997)
- Hugo Distler, organiste (1992)
- Otto Dix, peintre (1991, 2016)
- Hans von Dohnányi, juriste (2002)
- Marion von Dönhoff, journaliste (2009)
- Käthe Dorsch, actrice (1990)
- Hedwig Dransfeld, écrivaine (1988)
- Annette von Droste-Hülshoff, écrivaine (1961)
- Louise Dumont, actrice (1976)
- Henri Dunant, homme d'affaires (1952)
- Albrecht Dürer, dessinateur (1961, 2006)

### E

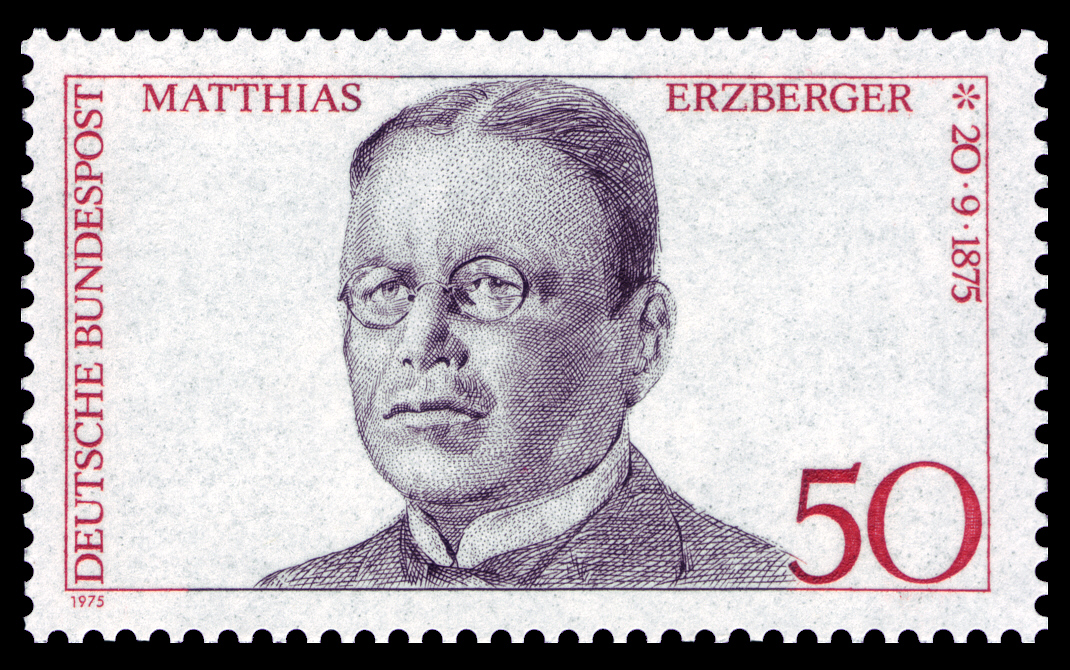
Matthias Erzberger sur un timbre de 1975 célébrant son anniversaire.

- Friedrich Ebert, homme d'État (1971, 2000)
- Marie von Ebner-Eschenbach, écrivaine (1980)
- Werner Egk, compositeur (2001)
- Paul Ehrlich, scientifique (1954, 2004)
- Egon Eiermann, architecte (2004)
- Albert Einstein, physicien théoricien (2005)
- Georg Elser, résistant (2003)
- Friedrich Engels, philosophe (1970)
- Heinz Erhardt, musicien (2009)
- Ludwig Erhard, homme d'État (1987, 1997)
- Dorothée Christiane Erxleben, médecin (1987)
- Matthias Erzberger, homme politique (1975)
- Walter Eucken, économiste (1991)
- Heinrich Ewald, théologien (2012)

### F
- Hans Fallada, écrivain (1993)

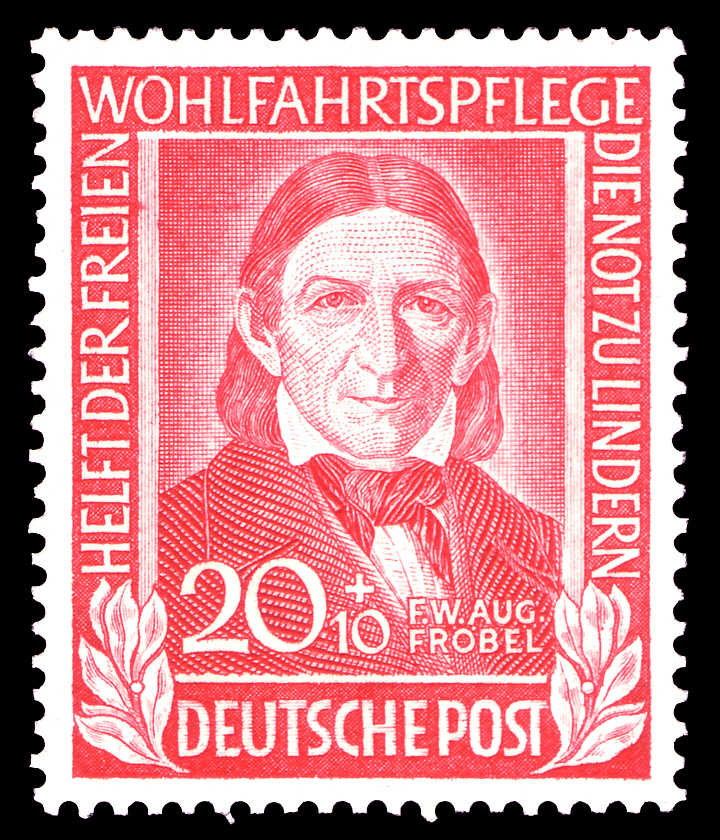
Friedrich Fröbel sur un timbre de charité de 1949.

- August Heinrich Hoffmann von Fallersleben, écrivain (1991)
- Johann Georg Faust, alchimiste (1979)
- Josef Felder, homme politique (2002)
- Ludwig Feuerbach, philosophe (2004)
- Johann Gottlieb Fichte, philosophe (2012)
- Alfred et Gustav Flatow, athlètes (1996)
- Marieluise Fleisser, écrivaine (2001)
- Theodor Fliedner, théologien (1952)
- Theodor Fontane, écrivain (1994)
- Werner Forssmann, médecin (2006)
- James Franck, physicien (1982)
- August Hermann Francke, théologien (1953)
- Anne Frank, écrivaine (1979)
- Anette Frein, (2002)
- Gert Fröbe, acteur (2000)
- Friedrich Fröbel, pédagogue (1949)
- Elizabeth Fry, philanthrope (1952)
- Jacob Fugger, banquier (1959)

### G

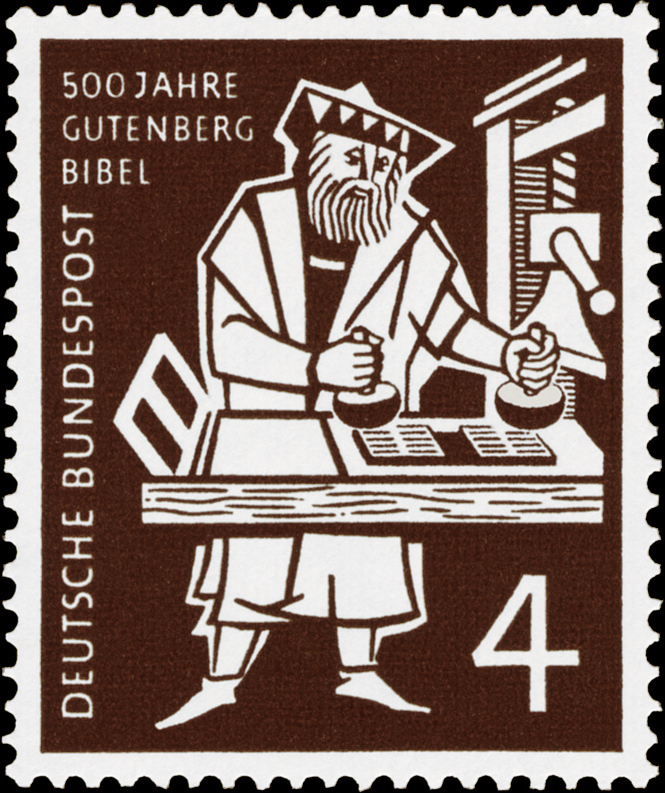
Johannes Gutenberg sur un timbre de 1954 célébrant les 500 ans de sa Bible.

- Franz Xaver Gabelsberger, inventeur (1989)
- Jean Gabin, acteur (2001)
- Clemens August von Galen, prêtre (1965, 1996)
- Mohandas Karamchand Gandhi, homme politique (1969)
- Greta Garbo, actrice (2001)
- Alcide De Gasperi, homme d'État (1968)
- Charles de Gaulle, homme d'État (1988)
- Carl Friedrich Gauss, mathématicien (1955)
- Heinrich George, acteur (1993)
- Paul Gerhardt, théologien (1957, 2007)
- Georg Gottfried Gervinus, historien (2012)
- Therese Giehse, comédienne (1988)
- Christoph Willibald Gluck, compositeur (1987, 2014)
- Leopold Gmelin, chimiste (1988)
- Carl Friedrich Goerdeler, homme politique (1964)

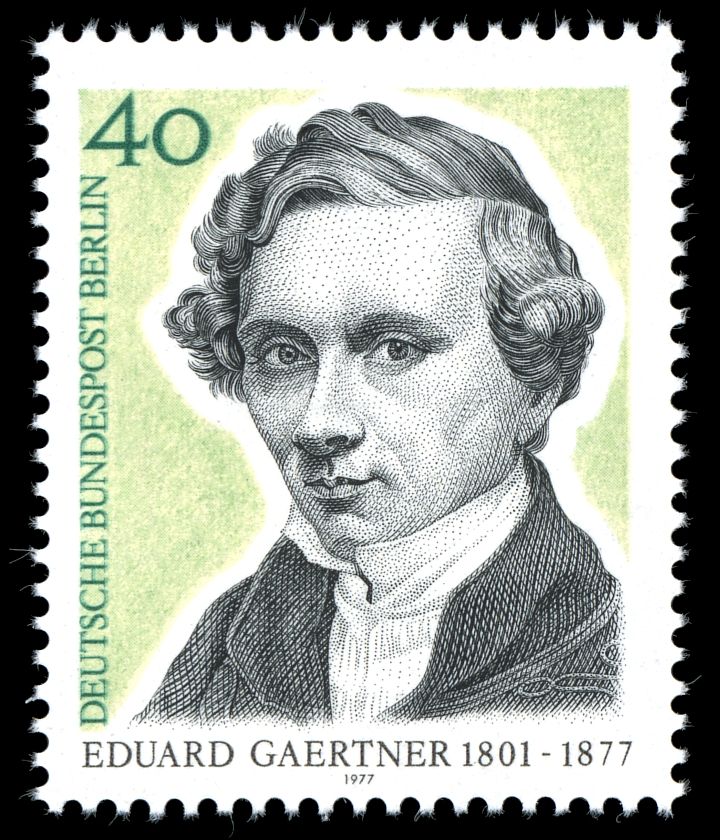
Eduard Gaertner sur un timbre de 1977 commémorant les 100 ans de sa mort.

- Johann Wolfgang von Goethe, romancier (1961, 1982, 1999)
- Friedrich Gottlieb Klopstock, poète (1974)
- Albert le Grand, saint (1961, 1980)
- Les Frères Grimm, écrivains (1959, 1985, 2012)
- Bernhard Grzimek, réalisateur (2009)
- Romano Guardini prêtre (1985)
- Johannes Gutenberg, imprimeur (1954, 1961, 2000)

### H

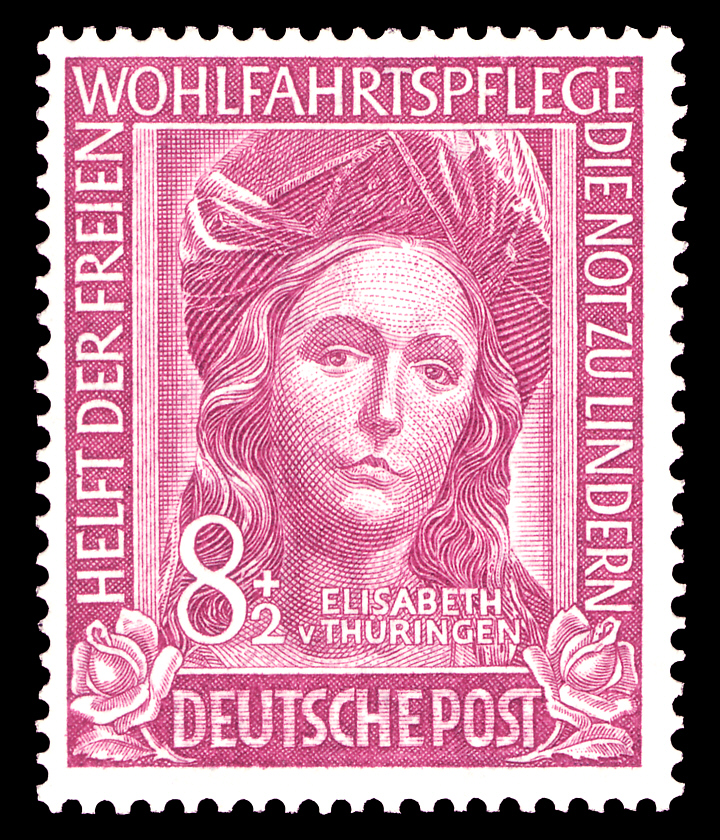
Elisabeth de Hongrie sur un timbre de charité de 1949.

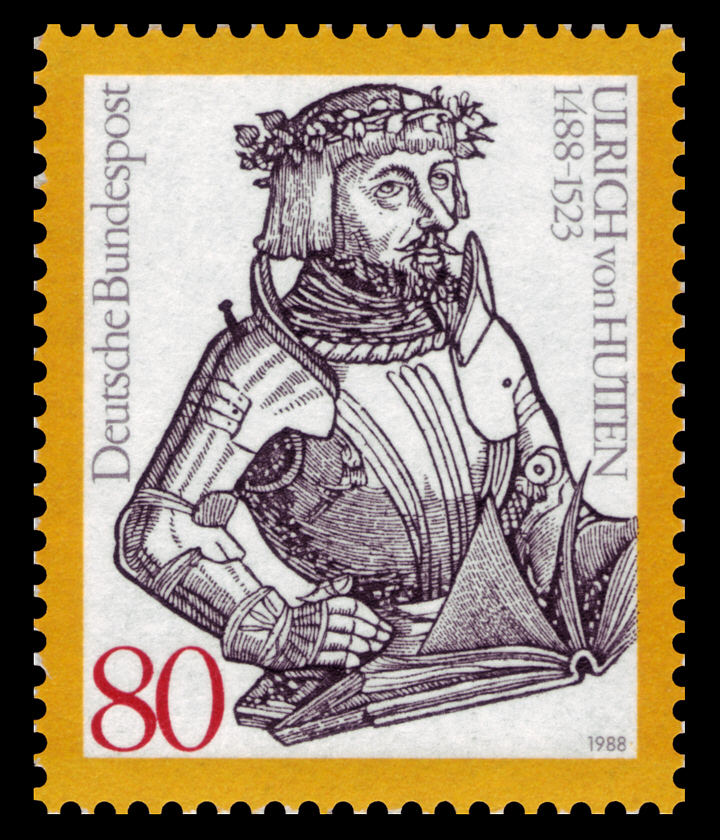
Ulrich von Hutten sur un timbre de 1988 célébrant son anniversaire.

- Georg Friedrich Haendel, compositeur (1959, 1985)
- Carl Hagenbeck, marchand (1994)
- Samuel Hahnemann, médecin (1955, 1996)
- Rudolf Harbig, athlète (1968)
- Wilhelm Hauff, écrivain (1977)
- Gerhart Hauptmann, auteur dramatique (1961, 1978, 2012)
- Manfred Hausmann, écrivain (1998)
- Joseph Haydn, compositeur (1959)
- Friedrich Hebbel, poète (2013)
- Johann Peter Hebel, poète (1985)
- Georg Wilhelm Friedrich Hegel, philosophe (1970)
- Hedwig Heidrich, sainte (1993)
- Heinrich Heine, écrivain (1956, 1972, 1997)
- Gustav Heinemann, homme d'État (1970-1972, 1982, 1999)
- Werner Heisenberg, physicien (2001)
- Hermann von Helmholtz, scientifique (1994)
- Sepp Herberger entraîneur de football (1997)
- Johann Gottfried von Herder, écrivain (1994)
- Andreas Hermes, homme politique (2003)
- Heinrich Hertz, physicien (1957, 1994)
- Hermann Hesse, romancier (1978, 2002)
- Theodor Heuss, homme d'État (1954, 1957, 1959, 1982, 2009)
- Elly Heuss-Knapp, femme politique (1981)
- Paul Hindemith, compositeur (1995)
- Rahel Hirsch, médecin (2013)
- Joseph Höffner, cardinal (2006)
- Hans Holbein le Jeune, peintre (1974)
- Friedrich Hölderlin, poète (1970, 1993)
- Buddy Holly, chanteur (1988)
- Elisabeth de Hongrie, souveraine de Thuringe, sainte (1949, 1961, 1981, 2007)
- Arthur Honegger, compositeur (1992)
- Annie Hübler-Horn, athlète (1996)
- Ricarda Huch, poétesse (1975, 2014)
- Alexander von Humboldt, naturaliste (1959)
- Engelbert Humperdinck, chanteur (2004)
- Ulrich von Hutten, chevalier (1988)

### I
- Emma Ihrer, femme politique (1989)

### J
- Jean XXIII, pape (1969)
- Jean-Paul II, pape (2005)

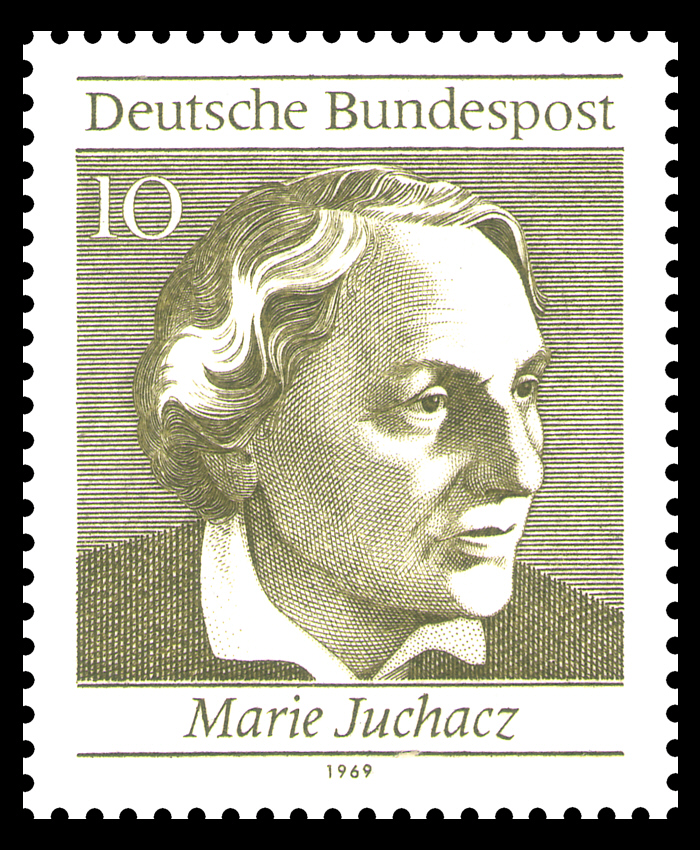
Marie Juchacz sur un timbre de 1969.

- Jésus-Christ, Messie (pratiquement chaque année)
- Eugen Jochum, chef d'orchestre (2002)
- Joseph, figure religieuse (pratiquement chaque année)
- Marie Juchacz, femme politique (1969, 2002)
- Ernst Jünger, écrivain (1998)
- Curd Jürgens, acteur (2000)

### K

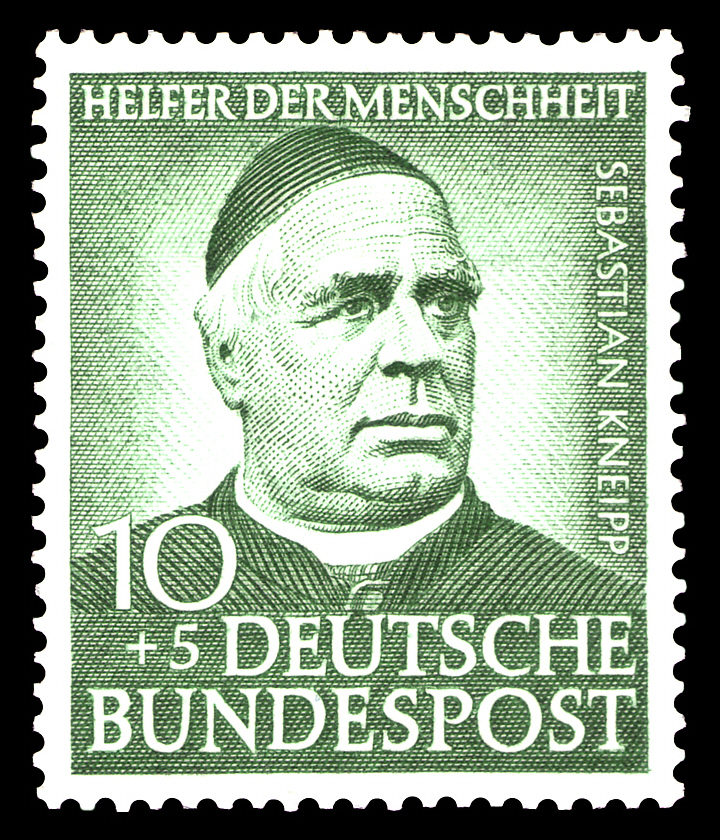
Sebastian Kneipp sur un timbre de charité de 1953.

- Wilhelm Kaisen, homme politique (1987)
- Jakob Kaiser, homme politique (1988)

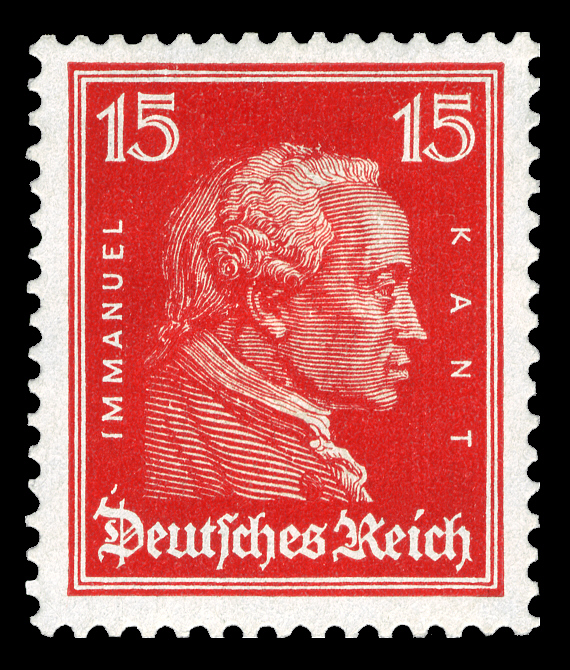
Emmanuel Kant sur un timbre de 1926.

- Emmanuel Kant, philosophe (1961, 1974)
- Angelica Kauffmann, peintre (2010)
- Helmut Käutner, acteur (2008)
- Thomas a Kempis, moine (1971)

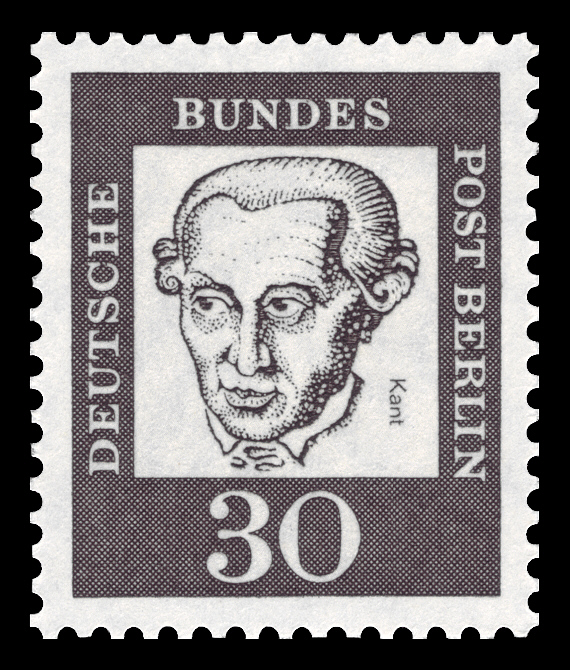
Emmanuel Kant sur un timbre de 1961 issu d'une série représentant des allemands célèbres.

- John Fitzgerald Kennedy, homme d'État (1964)
- Joseph Kentenich, prêtre (1985)

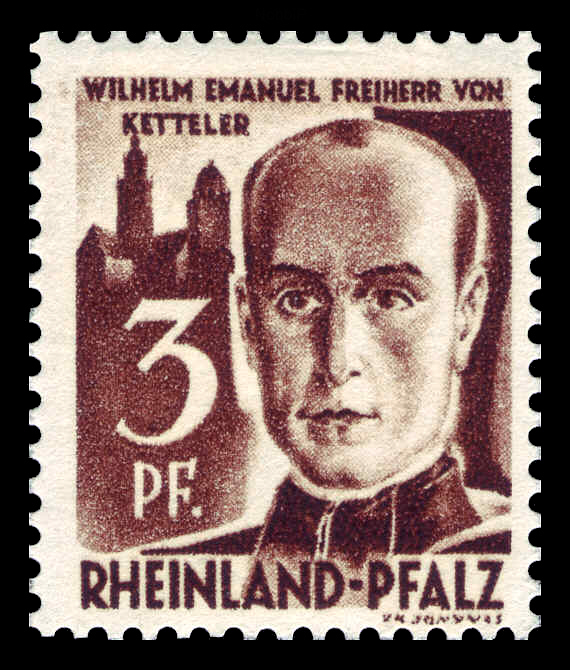
Wilhelm Emmanuel von Ketteler sur un timbre de 1947 de la Rhénanie-Palatinat.

- Wilhelm Emmanuel von Ketteler, théologien (1961)
- Kurt Georg Kiesinger, homme d'État (2004)
- Esther von Kirchbach, journaliste (2002)
- Egon Erwin Kisch, écrivain (1985)
- Heinrich von Kleist, écrivain (1961, 2002)
- Jochen Klepper, journaliste (1992)
- Paul Klinger, acteur (2007)
- Hildegard Knef, actrice (2002)
- Sebastian Kneipp, prêtre (1953, 1997)
- Adolph Knigge, philosophe (2002)
- Jacobus Joannes De Knuyt, homme d'État (1998)
- Robert Koch, médecin (1982, 2005)
- Helmut Kohl, homme d'État (2012)
- Oskar Kokoschka, écrivain, peintre (1986)
- Annette Kolb, écrivaine (1975)
- Maximilien Kolbe, saint (1973)
- Käthe Kollwitz, artiste (1954, 1991, 1996)
- Adolph Kolping, prêtre (1955, 1965, 2000)
- Janusz Korczak, médecin (1978)
- Hermine Körner, actrice (1976)
- Theodor Körner, poète (1991)

### L

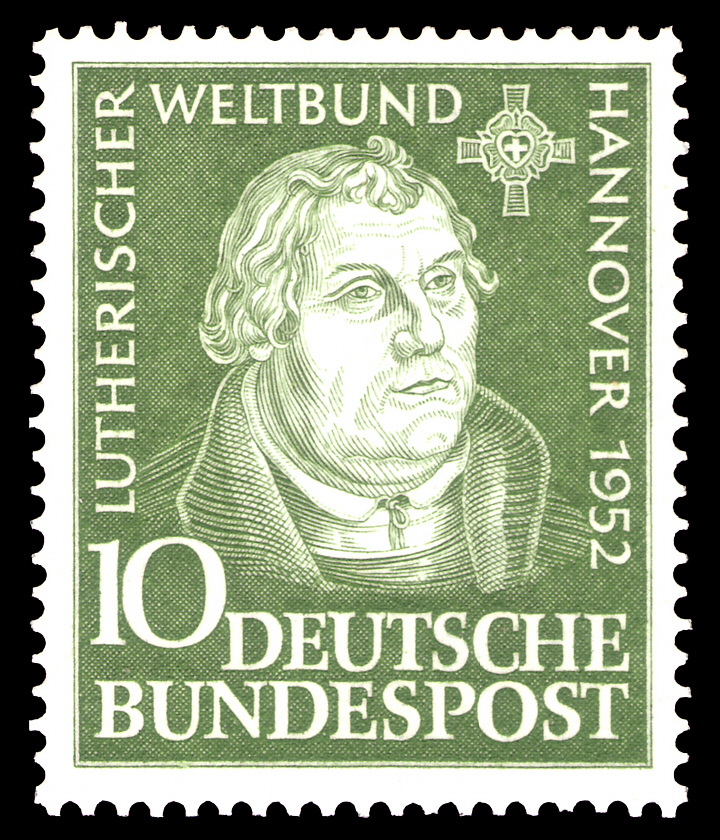
Martin Luther sur un timbre de charité de 1952.

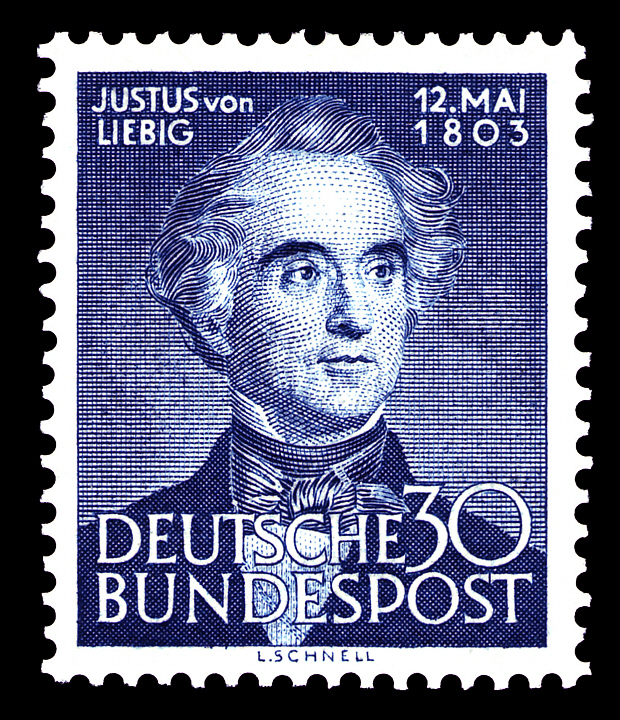
Justus von Liebig sur un timbre de charité de 1953.

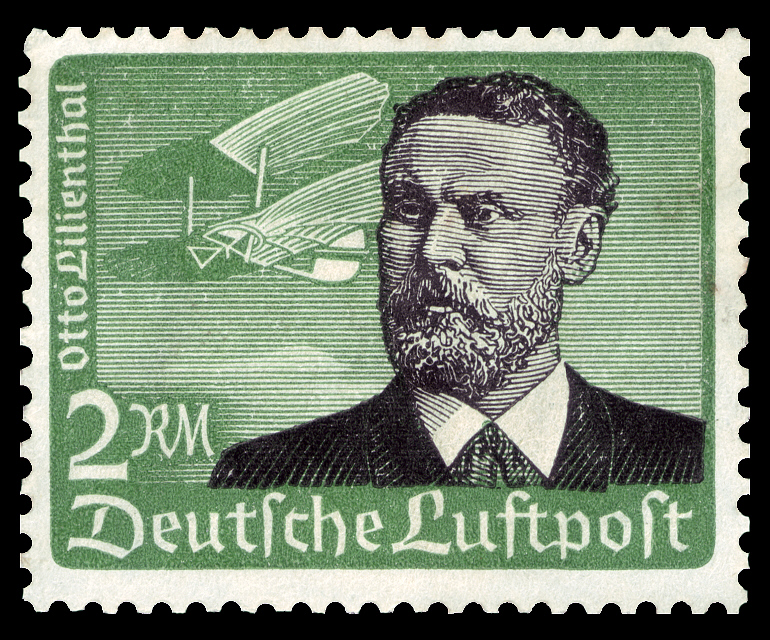
Otto Lilienthal sur un timbre de poste aérienne de 1934.

- Jakob Lampadius, homme d'État (1998)
- Wilhelm August Lampadius, chimiste (1991)
- Helene Lange, pédagogue (1974)
- Carl-Friedrich von Langen, athlète (1968)
- Else Lasker-Schüler, poétesse (1975)
- Ferdinand Lassalle, homme politique (1964)
- Gertrud von Le Fort, femme de lettres (1975)
- Julius Leber, homme politique (1991)
- Gebhard Leberecht von Blücher, militaire (1992)
- Lotte Lehmann, chanteuse d'opéra (1989)
- Gottfried Wilhelm Leibniz, philosophe (1966, 1980, 1996)
- Ludwig Leichhardt, explorateur (2013)
- Karl Leisner, prêtre (2015)
- John Lennon, musicien (1988)
- Gotthold Ephraim Lessing, écrivain (1961)
- Wilhelm Leuschner, homme politique (1964, 1990)
- Georg Christoph Lichtenberg, écrivain (1992)
- Justus von Liebig, chimiste (1953, 2003)
- Otto Lilienthal, inventeur (1991)
- Paul Lincke, compositeur (1996)
- Astrid Lindgren, romancière (2007)
- Friedrich List, économiste (1989)
- Franz Liszt, compositeur (1986, 2011)
- Ernst Litfaß, imprimeur (2016)
- Friedrich Löffler, bactériologiste (2010)
- Albert Lortzing, compositeur (2001)
- Heinrich Lübke, homme d'État (1964, 1967, 1982)
- Marie Elisabeth Lüders, femme politique (1969, 1997)
- Ludger, missionnaire (1992)
- Martin Luther, théologien (1952, 1961, 1983, 1996, 2017)
- Rosa Luxemburg, théoricienne (1974)
- Georges de Lydda, saint (1960)

### M

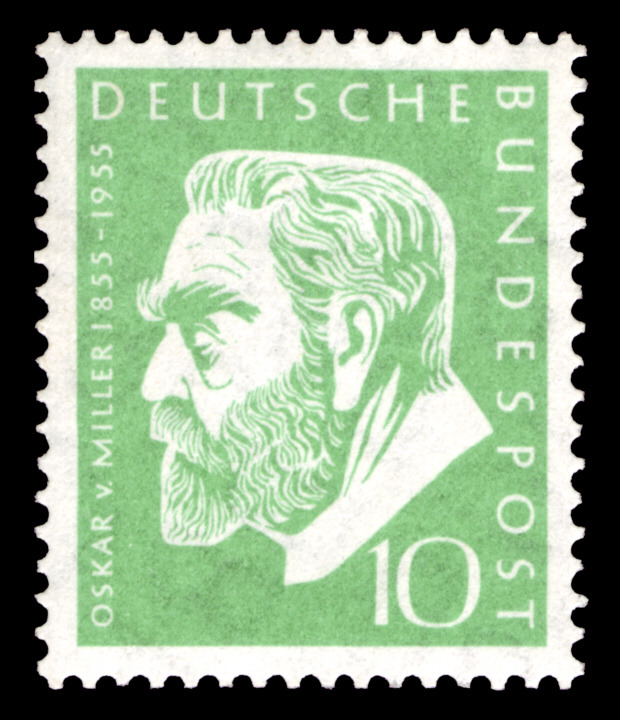
Oskar von Miller sur un timbre de 1955 célébrant son anniversaire.

- Reinhold Maier, homme politique (1989)
- Golo Mann, historien (2009)
- Thomas Mann, écrivain (1956, 1978)
- Guglielmo Marconi, physicien (1995)
- Marie, sainte (pratiquement chaque année)
- George Marshall, militaire (1960, 1997)
- Karl Marx, historien (1968)
- Boniface de Mayence, saint (2004)
- Helene Mayer, athlète (1968)
- Rupert Mayer, prêtre (1988)
- Lise Meitner, physicienne (1988)
- Philippe Mélanchthon, philosophe (1960, 1997)
- Gregor Mendel, moine (1984)
- Fanny Mendelssohn, compositrice (1989)
- Felix Mendelssohn, compositeur (1959, 1997, 2009)
- Gérard Mercator, mathématicien (2012)
- Anna Maria Sibylla Merian, naturaliste (1987)
- Claude de Mesmes, diplomate (1998)
- Agnes Miegel, écrivaine (1979)
- Oskar von Miller, ingénieur (1955, 2003)
- Paula Modersohn-Becker, artiste peintre (1988, 1996)
- Helmuth James von Moltke, résistant (1964, 2007)
- Theodor Mommsen, historien (2017)
- Jean Monnet, économiste (1977, 1988)
- Marilyn Monroe, actrice (2001)
- Claudio Monteverdi, compositeur (1993)
- Eduard Mörike, écrivain (1975)
- Jim Morrison, chanteur (1988)
- Wolfgang Amadeus Mozart, compositeur (1991, 2006)
- Ferdinand von Müller, botaniste (1996)
- Baron de Münchhausen, militaire (1970)

### N

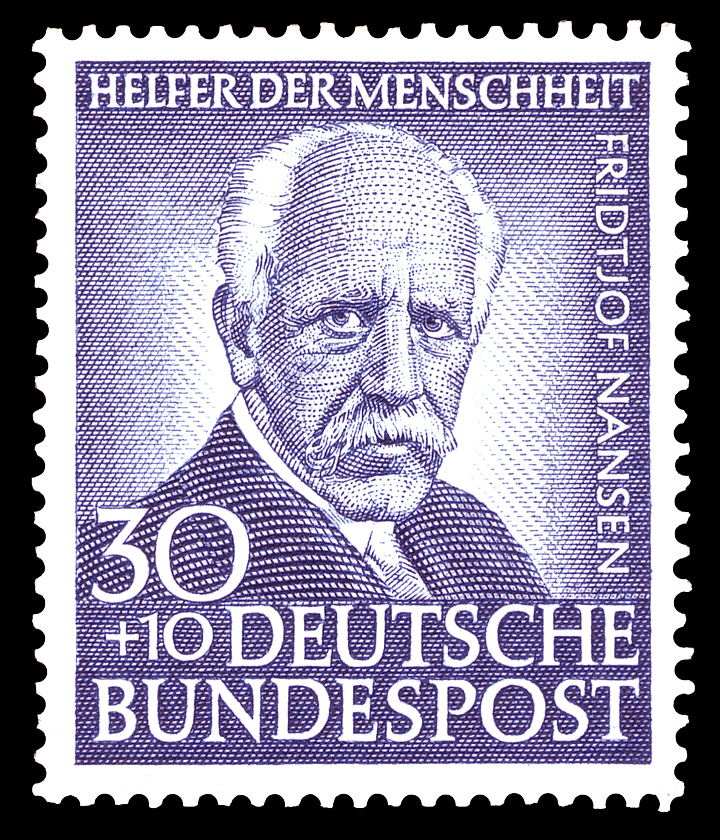
Fridtjof Nansen sur un timbre de charité de 1953.

- Fridtjof Nansen, explorateur (1953)
- Josef Neckermann, athlète (1996)
- Néfertiti, reine (1997, 2012)
- Jean Népomucène, saint (1993)
- Friederike Caroline Neuber, actrice (1976)
- Johann Balthasar Neumann, ingénieur (1961)
- Isaac Newton scientifique (1993)
- Martin Niemöller, pasteur (1992)
- Friedrich Nietzsche, philologue (2000)
- Florence Nightingale, infirmière (1955)
- Alfred Nobel, chimiste (1995)
- Bernhard Nocht, médecin (2000)
- Benoît de Nursie, saint (1980)

### O

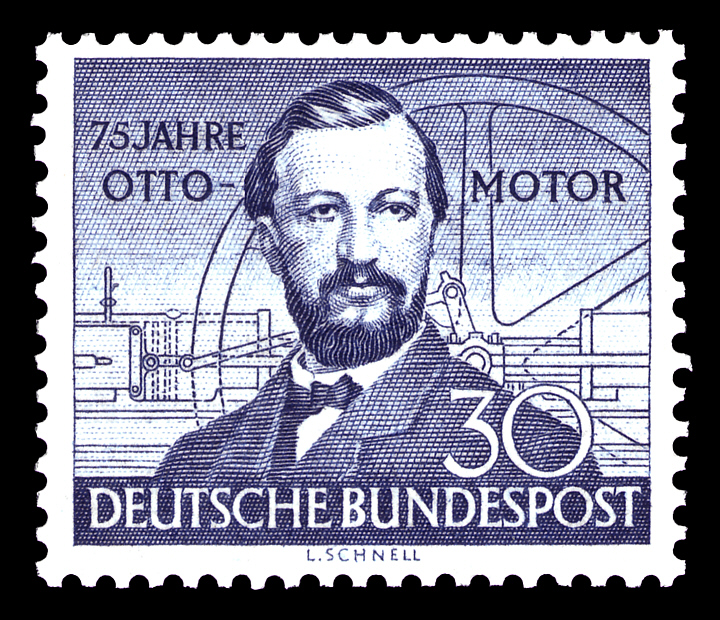
Nikolaus Otto sur un timbre de 1952 célébrant les 75 ans du moteur à essence.

- Jean-Frédéric Oberlin, pasteur (1954)
- Erich Ollenhauer, homme politique (2001)
- Louise-Henriette d'Orange, princesse (1994)
- Carl von Ossietzky, journaliste (1975)
- Nikolaus Otto, inventeur (1952)
- Louise Otto-Peters, femme de lettres (1974)
- Johan Oxenstierna, homme d'État (1998)

### P

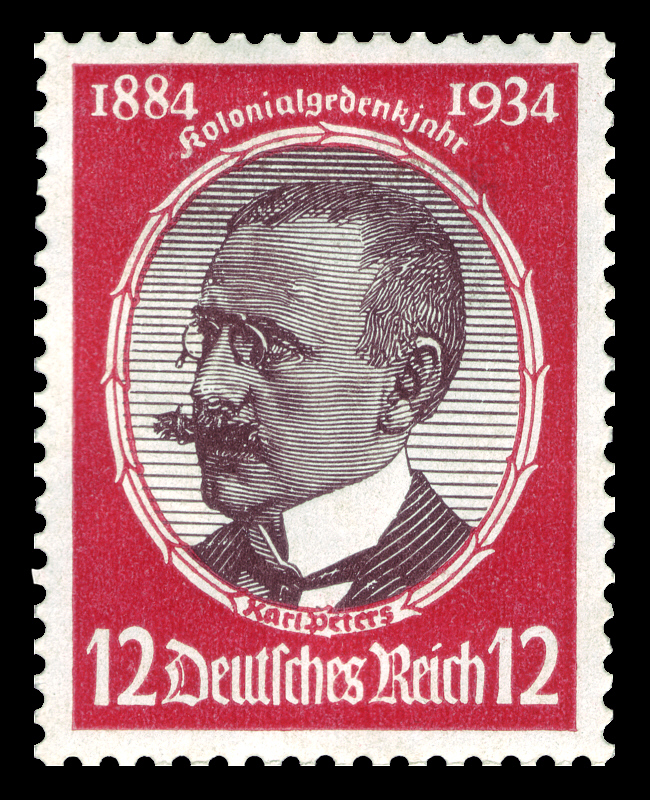
Carl Peters sur un timbre de 1934 célébrant les héros des colonies.

- Lilli Palmer, actrice (2000)
- Gret Palucca, danseuse (1998)

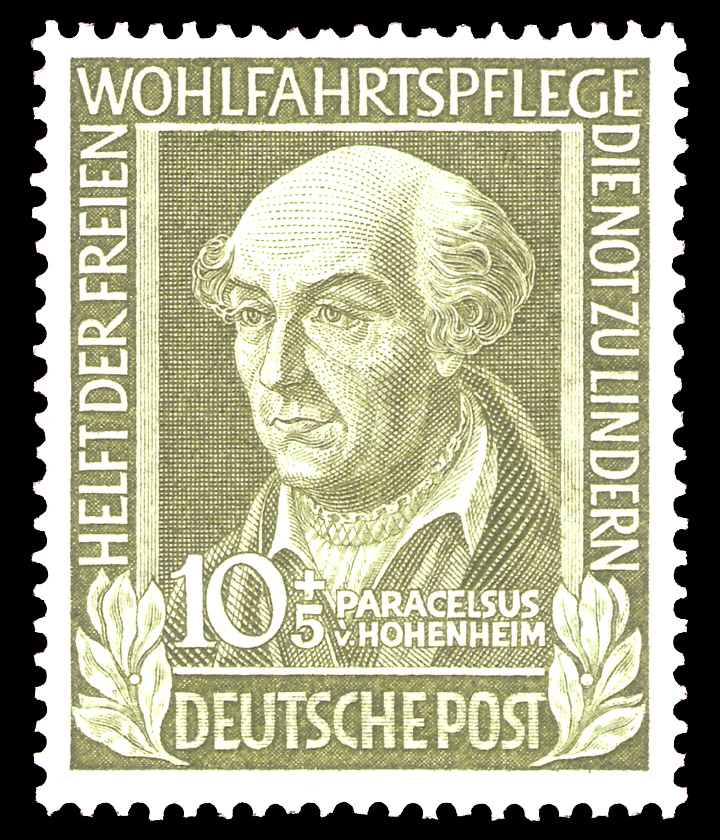
Paracelse sur un timbre de charité de 1949.

- Bertha Pappenheim, travailleuse sociale (1954)
- Paracelse, médecin, philosophe, théologien (1949, 1993)
- Vincent de Paul, prêtre (1951)
- Gaspar de Bracamonte y Guzmán, diplomate (1998)
- Johann Heinrich Pestalozzi, pédagogue (1949)
- Hans Pfitzner, compositeur (1994)
- Eva Pflug, actrice (2016)
- Pie XII, pape (1984)
- Max Planck, physicien (1998, 2008)
- Jörg Pleva, acteur (2017)
- Adalbert de Prague, saint (1997)
- Elvis Presley, chanteur (1988)
- Maria Probst, femme politique (1997)
- Frédéric II de Prusse, roi (1986, 1994, 2012)
- Louise de Prusse, princesse (1989)

### Q
- Ludwig Quidde, historien (1975)

### R
- Wilhelm Raabe, écrivain (1981)

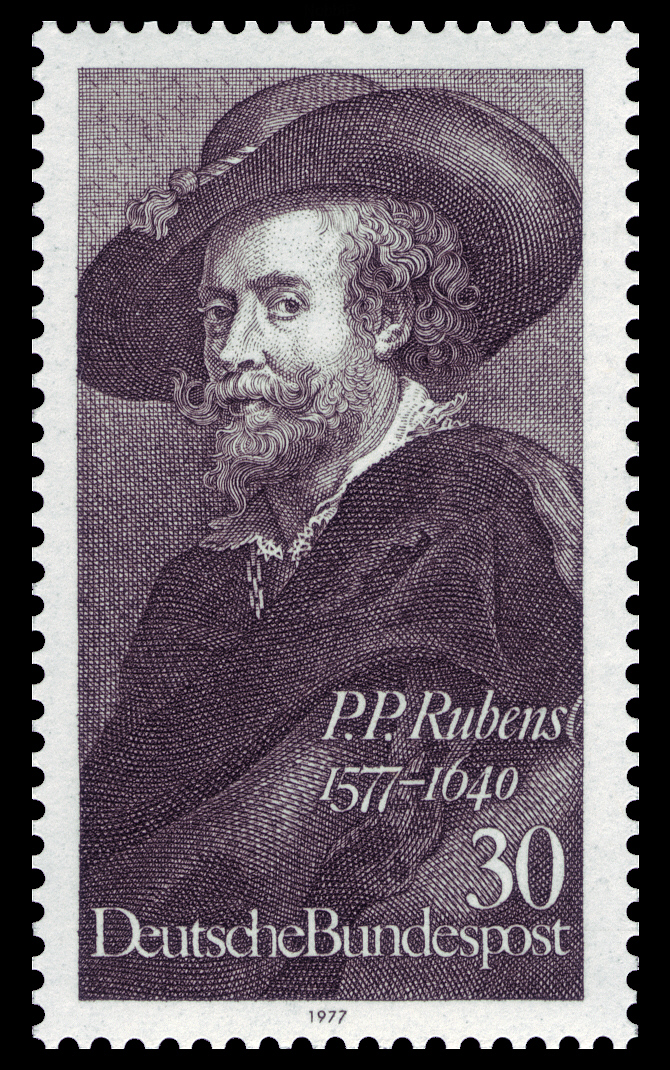
Pierre Paul Rubens sur un timbre de 1977 célébrant son anniversaire.

- Frédéric-Guillaume Raiffeisen, économiste, homme politique (1958, 1988)
- Günther Ramin, organiste (1998)
- Leopold von Ranke, historien (1995)
- Walther Rathenau, écrivain (2017)
- Wolfgang de Ratisbonne, saint (1994)
- Johannes Rau, homme d'État (2006)
- Max Reger, compositeur (1991)
- Max Reinhardt, metteur en scène (1993)
- Philipp Reis, scientifique (1952, 1979, 1984)
- Ernst Jacob Renz, artiste de cirque (1992)
- Fritz Reuter, poète (1985, 2010)
- Willi Richter, homme politique (1994)
- Tilman Riemenschneider, sculpteur (1981)
- Adam Ries, mathématicien (1959)
- Joachim Ringelnatz, écrivain (2008)
- Les Rois mages, figures religieuses (1997)
- Wilhelm Röntgen, physicien (1951)
- Pierre Paul Rubens, peintre (1977)
- Heinz Rühmann, réalisateur (2000)

### S
- Hans Sachs, poète (1994)

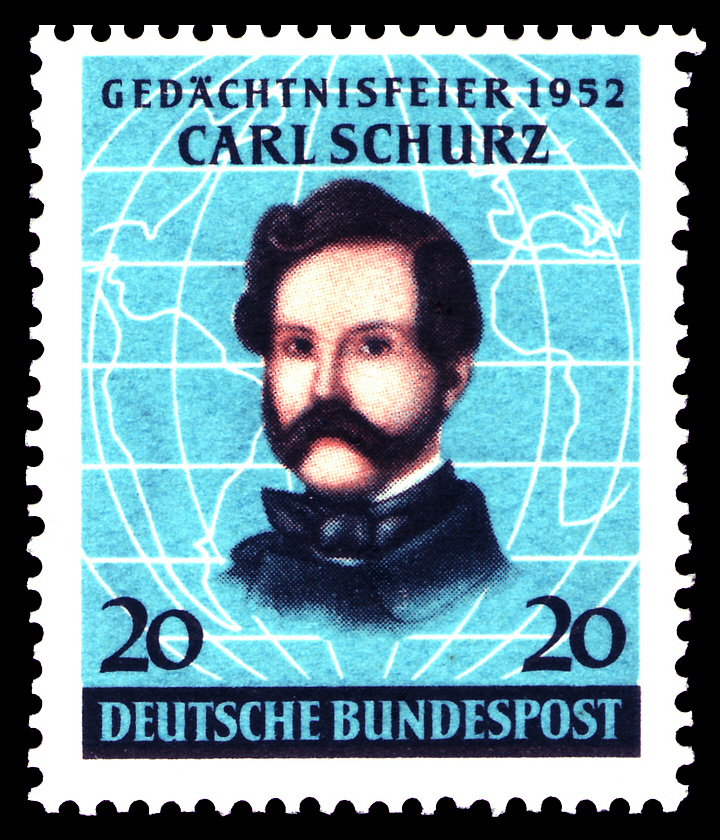
Carl Schurz sur un timbre de 1952 célébrant les 100 ans de son arrivée aux États-Unis.

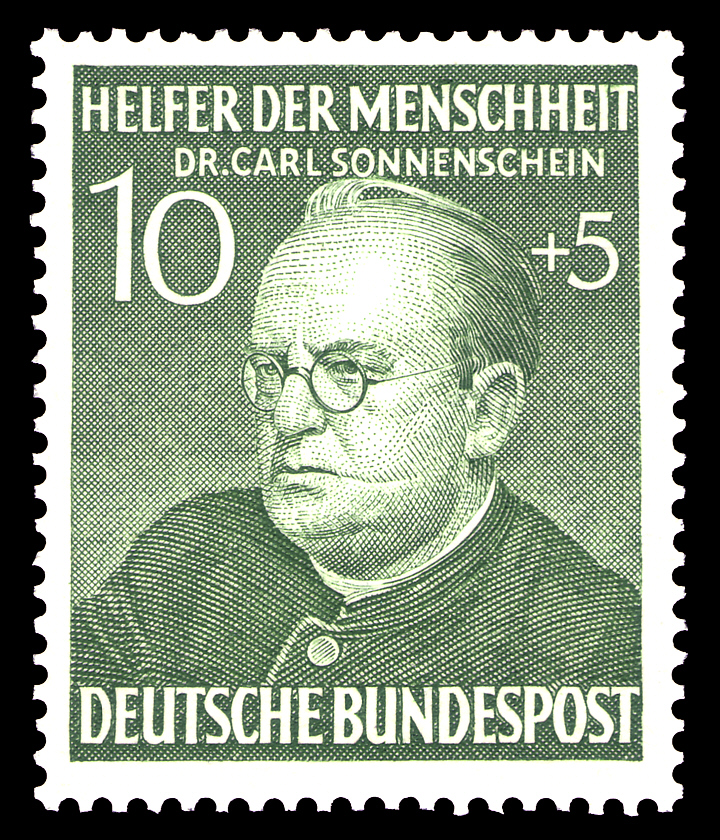
Carl Sonnenschein sur un timbre de charité de 1952.

- Nelly Sachs, poétesse (1991, 2001, 2016)
- Ioannes Sadler Salvius, homme d'État (1998)
- Otton Ier du Saint-Empire, roi (2012)

Ferdinand Sauerbruch sur un timbre de 1985 célébrant son anniversaire.

- Alice Salomon, travailleuse sociale (1989)
- Johann Adam Schall von Bell, missionnaire (1992)
- Walter Scheel, homme d'État (1982)
- Claus von Stauffenberg, militaire (2007)
- Philipp Scheidemann, homme d'État (2015)
- Friedrich von Schiller, poète (1955, 1961, 2009)
- Auguste Schlegel, écrivain (2017)
- Heinrich Schliemann, archéologue (1990)
- Max Schmeling, boxeur (2005)
- Carlo Schmid, homme politique (1996)
- Joseph Schmidt, artiste lyrique (2004)
- Paul Schneider, prêtre (1989)
- Reinhold Schneider, poète (2003)
- Romy Schneider, actrice (2000)
- Sophie Scholl, résistante (1964, 1991)
- Helmut Schön, footballeur (2015)
- Dietmar Schönherr, acteur (2016)
- Arthur Schopenhauer, philosophe (1988)
- Sophie Schröder, actrice (1976)
- Franz Schubert, compositeur (1996)
- Hermann Schulze-Delitzsch, juriste (1958, 2008)
- Kurt Schumacher, homme politique (1972, 1995)
- Robert Schuman, homme d'État (1968)
- Carl Schuhmann, athlète (1996)
- Clara Schumann, pianiste (1986)
- Robert Schumann, compositeur (1956, 2010)
- Carl Schurz, homme politique, journaliste (1952, 1976)
- Reinhard Schwarz-Schilling, compositeur (2004)
- Elisabeth Schwarzhaupt, femme politique (1997)
- Albert Schweitzer, médecin (1975, 1999)
- Kurt Schwitters, peintre (1987)
- Elisabeth Selbert, femme politique (1987)
- Ignace Philippe Semmelweis, médecin (1956)
- Johann Christian Senckenberg, médecin (1953, 2007)
- Abel Servien, homme d'État (1998)
- Philipp Franz von Siebold, naturaliste (1996)
- Heinz Sielmann, biologiste (2016)
- Werner von Siemens, inventeur (1966, 1992)
- Amalie Sieveking, philanthrope (1955)
- Friedrich Silcher, compositeur (1989)
- Nathan Söderblom, pasteur (1965)
- Carl Sonnenschein, écrivain (1952, 1976)
- Friedrich Spee von Langenfeld, prêtre (1991)
- Philipp Jacob Spener, théologien (1985)
- Louis Spohr, compositeur (1959)
- Axel Springer, magnat de la presse (2012)
- Claus von Stauffenberg, militaire (1964)
- Edith Stein, sainte (1983, 1988)
- Charlotte von Stein, dame d'honneur (1992)
- Heinrich Friedrich Karl vom Stein, homme d'État (1957, 2007)
- Heinrich von Stephan, fondateur de l'Union Postale Universelle (1949, 1984, 1997)
- Friedrich Wilhelm von Steuben, militaire (1994)
- Theodor Storm, écrivain (1988)
- Franz Josef Strauß, homme politique (1995)
- Richard Strauss, compositeur (1999, 2014)
- Gustav Stresemann, homme politique (1975)
- Käte Strobel, femme politique (2000)
- Bertha von Suttner, militante (1991, 2005)

### T
- François de Taxis, homme d'État (1967)

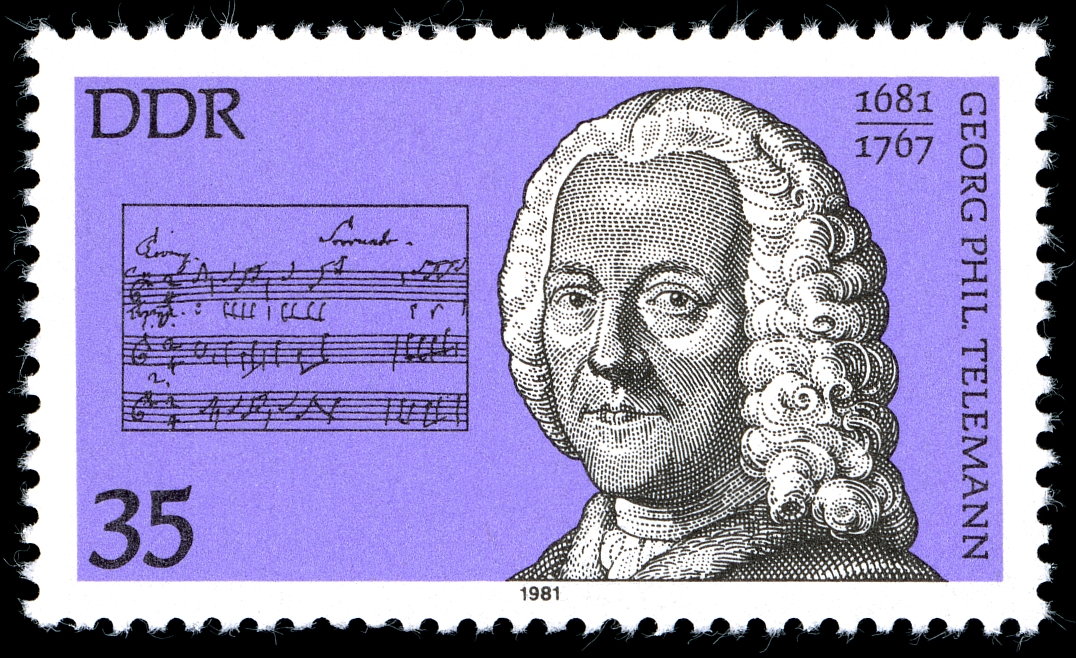
Georg Philipp Telemann sur un timbre de 1981 célébrant son anniversaire.

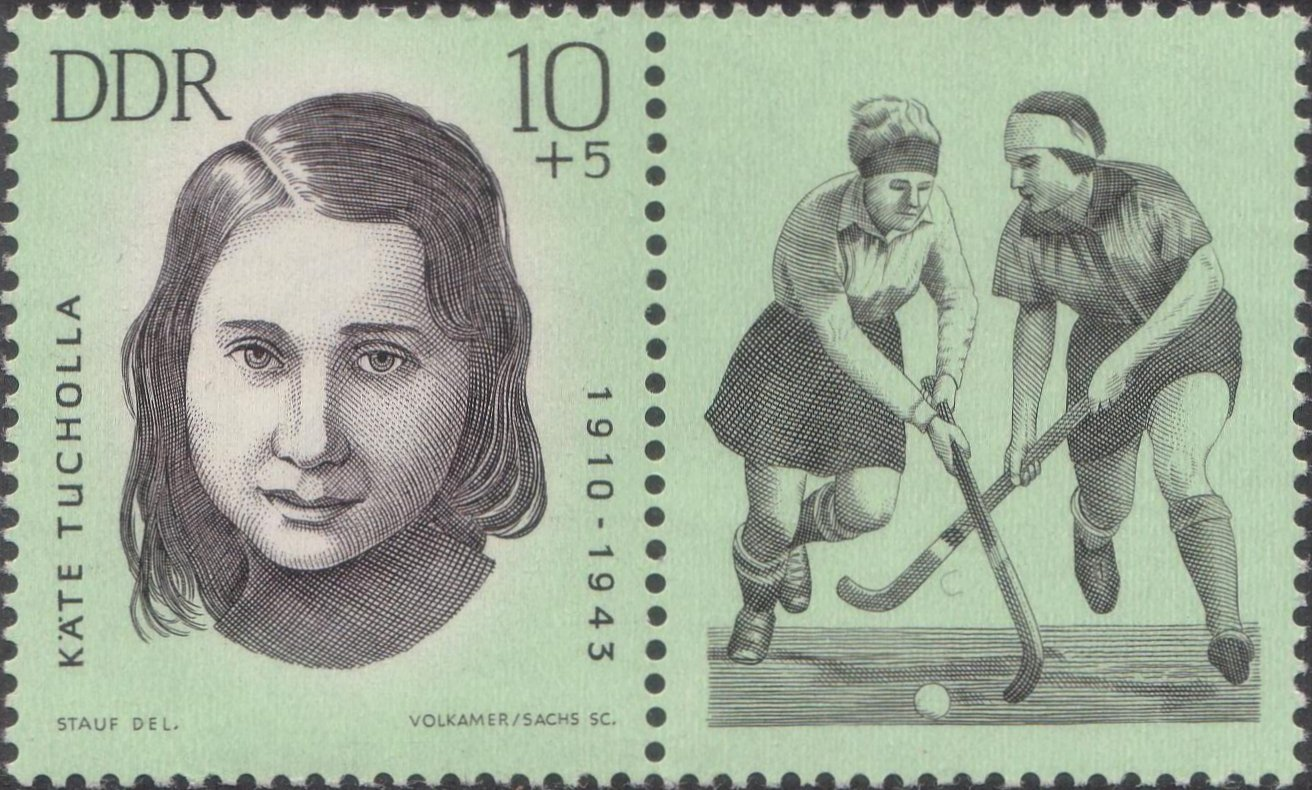
Käthe Tucholla sur un timbre de 1963 issu d'une série commémorant les résistants de la Seconde Guerre mondiale.

- Georg Philipp Telemann, compositeur (1981)
- Mère Teresa, sainte (2010)

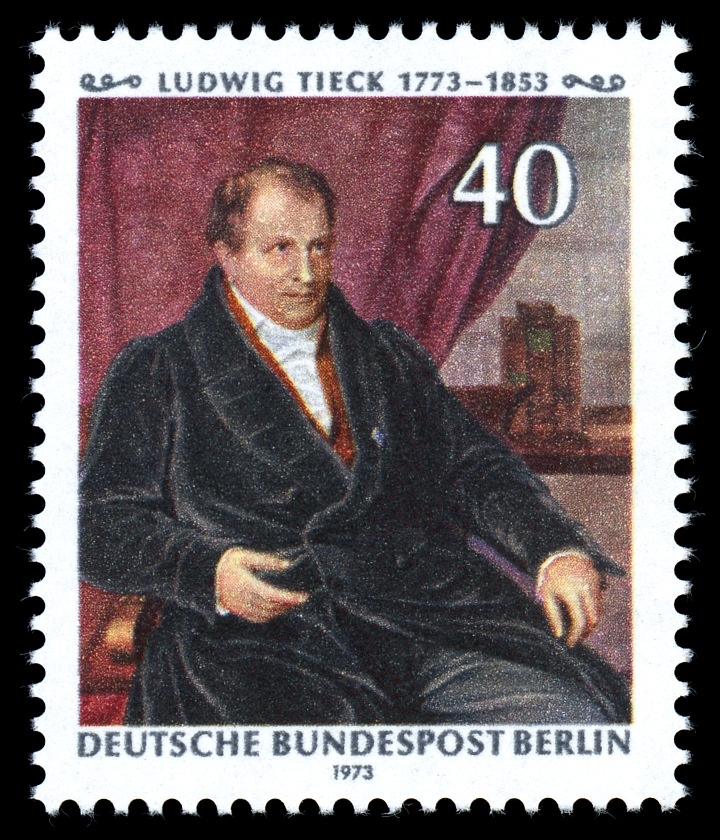
Ludwig Tieck sur un timbre de 1973 célébrant son anniversaire.

- Christine Teusch, femme politique (1986)
- Reinold von Thadden-Trieglaff, homme politique (1991)
- Albert Thaer, agronome (2002)
- Ludwig Thoma, écrivain (1996)
- Wolfgang Conrad von Thumbshirn, homme d'État (1998)
- Maximilian von und zu Trauttmansdorff, homme d'État (1998)

### V
- Karl Valentin, comédien (2007)
- Rahel Varnhagen, écrivaine (1994)
- Victoria, reine (2015)
- Cécile Vogt-Mugnier, neurologue (1989)
- Isaak Volmar, homme politique (1998)
- Wolfgang Völz, acteur (2016)
- Johann Heinrich Voß, critique littéraire (2001)

### W

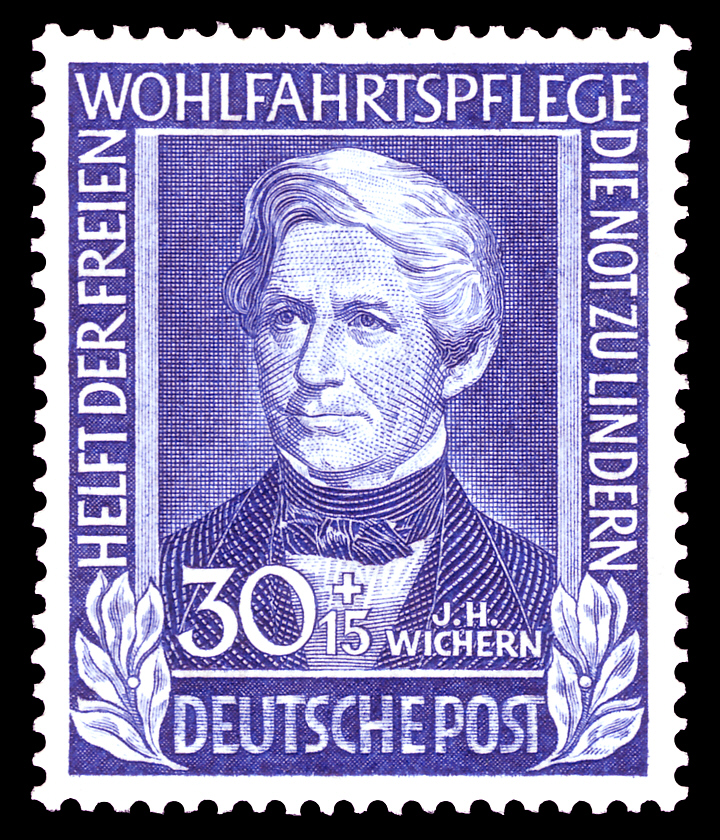
Johann Hinrich Wichern sur un timbre de charité de 1949.

Christoph Martin Wieland sur un timbre de 1973 les habitants célèbres de la République de Weimar.

- Richard Wagner, compositeur (2013)
- Paul Wallot, architecte (1991)
- Otto Heinrich Warburg, physiologiste (1983)
- François-Guillaume de Wartenberg, homme d'État (1998)
- Helene Weber, femme politique (1969)
- Max Weber, économiste (2014)
- Wilhelm Eduard Weber, physicien (2012)
- Carl Maria von Weber, compositeur (1976, 1986)
- Herbert Wehner, homme politique (1999)
- Kurt Weill, compositeur (2000)
- Grethe Weiser, actrice (200)
- Otto Wels, homme politique (1973)
- Franz Werfel, poète (1995)
- Jean de Werth, mercenaire (1991)
- Lorenz Werthmann, homme d'Église (1954, 2008)
- Johann Hinrich Wichern, théologien (1949, 2008)
- Emil Wiechert, géophysicien (2011)
- Ernst Wiechert, écrivain (2000)
- Christoph Martin Wieland, poète (1983)
- Mary Wigman, danseuse (1986)
- Johann Joachim Winckelmann, archéologue (2017)
- Ludwig Windthorst, homme politique (1991)
- Colman de Wurtzbourg, saint (1989)
- Kilian de Wurtzbourg, saint (1989)
- Totnan de Wurtzbourg, saint (1989)

### X
- Norbert de Xanten, saint (1984)

### Z
- Ferdinand von Zeppelin, militaire (1992)
- Nikolaus Ludwig von Zinzendorf, pasteur (2000)
- Carl Zuckmayer, écrivain (1996)
- Konrad Zuse, ingénieur (2010)

## République démocratique d'Allemagne (1946-1990)
Les timbres de l'Allemagne de l'Est sont en grande partie à l'effigie de personnalités communistes ou marxiste, le territoire étant un satellite de l'Union soviétique. Ainsi, on trouve nombre de résistants allemands de la Seconde Guerre mondiale appartenant au parti communiste ainsi que de grands penseurs marxistes comme Karl Marx ou Rosa Luxemburg ainsi que des membres du gouvernement. Une place est également fait aux cosmonautes soviétiques ainsi qu'aux dirigeants communistes ou socialistes de la planète comme Mao Zedong ou Salvador Allende. On retrouve aussi des scientifiques ou des hommes et femmes de lettres qui ont marqué l'histoire allemande.

### A
- Hermann Abendroth, chef d'orchestre (1957)
- Anton Ackermann, homme politique (1985)
- Kurt Adams, homme politique (1958)
- Georgius Agricola, savant (1955)
- Dante Alighieri, auteur (1965)
- Salvador Allende, homme d'Etat (1973)
- Gyula Alpári, homme politique (1962)
- André-Marie Ampère, mathématicien (1975)
- Edgar André, homme politique (1974)
- Martha Arendsee, femme politique (1975)
- Ernst Moritz Arndt, écrivain (1963)
- Rudi Arndt, homme politique (1958)
- Avicenne, philosophe (1952)

### B
- Jean-Sébastien Bach, musicien (1950, 1985)
- Ute de Ballenstedt, sainte (1983)
- Heinrich Barkhausen, physicien (1981)
- Ernst Barlach, sculpteur (1970)
- Erich Baron, résistant (1981)
- Jakub Bart-Ćišinski, poète (1956)
- Bernhard Bästlein, homme politique (1964)
- Herbert Baum, résistant (1961)
- Edith Baumann, femme politique (1989)
- August Bebel, homme politique (1953, 1955, 1965, 1975, 1990)
- Johannes Robert Becher, homme politique (1959, 1970-1971, 1981)
- Artur Becker, résistant (1966)
- Johann Beckmann, physicien (1989)
- Ludwig van Beethoven, compositeur (1952, 1970)
- Hans Beimler, résistant (1966)
- Pavel Beliaïev, cosmonaute (1965)
- Olga Benário, femme politique (1959)
- Hector Berlioz, compositeur (1961)
- Kurt Biedermann, résistant (1963)
- Bolesław Bierut, homme d'Etat (1951)
- Conrad Blenkle, homme politique (1981)
- René Blieck, résistant (1962)
- Gebhard Leberecht von Blücher, militaire (1953, 1963)
- Walter Bohne, résistant (1963)
- Simón Bolívar, homme politique (1983)
- Johannes Brahms, compositeur (1983)
- Louis Braille, inventeur (1975)
- Bertolt Brecht, dramaturge (1957, 1988)
- Willi Bredel, écrivain (1966, 1971)
- Alfred Edmund Brehm, écrivain (1989)
- Christian Ludwig Brehm, pasteur (1989)
- Rudolf Breitscheid, homme politique (1957, 1974)
- Léonid Brejnev, homme d'Etat (1972)
- Lorenz Breunig, résistant (1960)
- Theodor Brugsch, interniste (1978)
- Georg Büchner, écrivain (1963)
- Otto Buchwitz, homme politique (1979)
- Kurt Bürger, homme politique (1974)
- Valeri Bykovski, cosmonaute (1963, 1978, 1986, 1988)
- Pavel Borissovitch Bykov, homme d'Etat (1951)

### C
- Amílcar Cabral, homme politique (1978)
- Le Caravage, peintre (1973)
- Danielle Casanova, résistante (1962)
- La famille Cervi, résistants (1962)

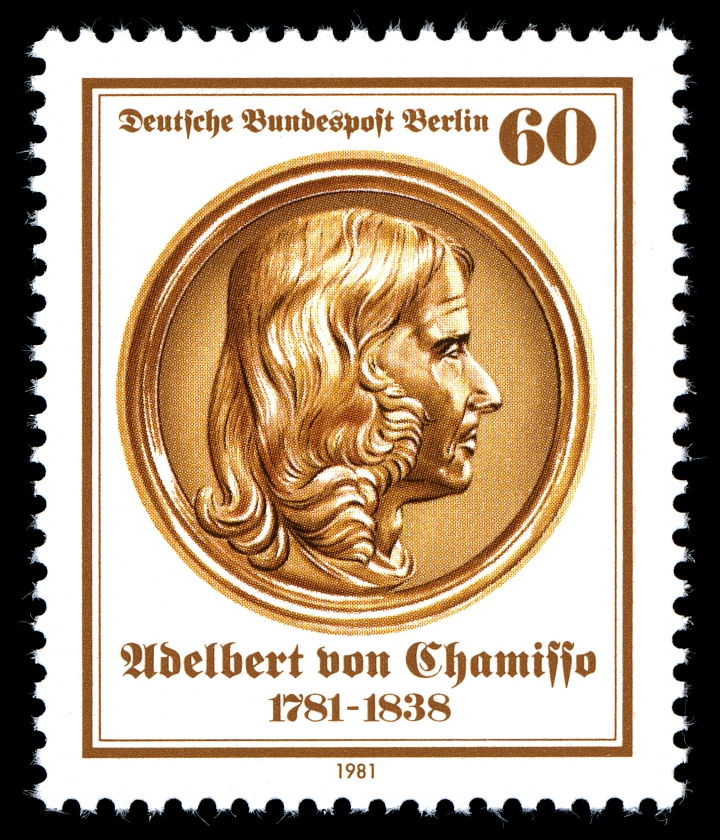
Adelbert von Chamisso sur un timbre de 1981 célébrant son anniversaire.

- Adelbert von Chamisso, poète (1981)
- Frédéric Chopin, compositeur (1961)
- Carl von Clausewitz, militaire (1980)
- Comenius, philosophe (1958)
- Nicolas Copernic, astronome (1973)
- Hilde et Hans Coppi, résistants (1961)
- Luis Corvalán, homme politique (1973)
- Pierre de Coubertin, historien (1963, 1969)
- Lucas Cranach l'Ancien, peintre (1953, 1973)
- Marie Curie, physicienne (1967)

### D

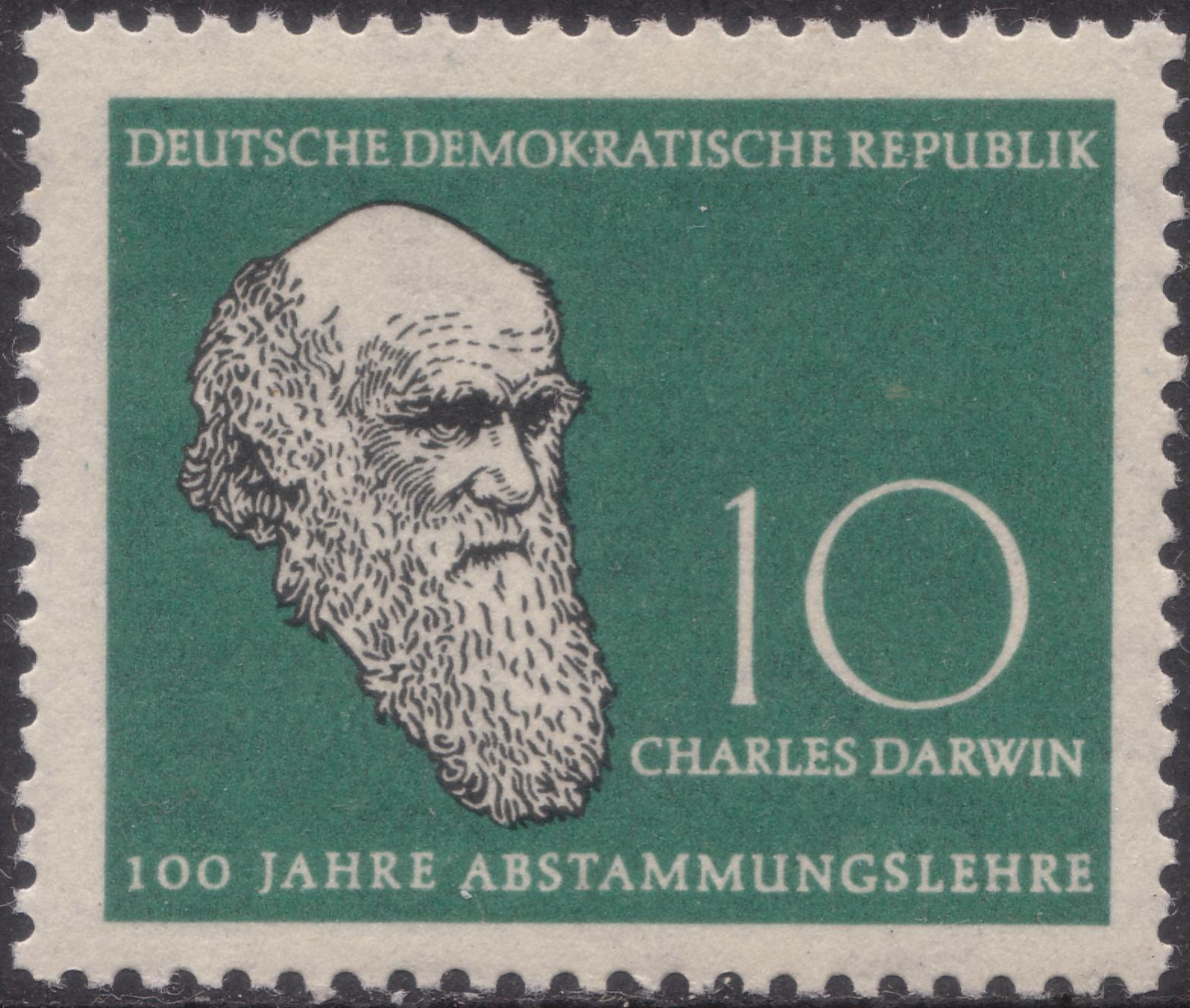
Charles Darwin sur un timbre de 1958 célébrant les 100 ans de sa théorie de l'évolution.

- Franz Dahlem, homme politique (1983)
- Charles Darwin, naturaliste (1958)
- Richard Dedekind, mathématicien (1981)
- Pierre Degeyter, musicien (1963)
- Philipp Dengel, homme politique (1979)
- José Díaz Ramos, homme politique (1962)
- Johannes Dieckmann, journaliste (1973)
- Adolph Diesterweg, éducateur (1990)
- Joseph Dietzgen, philosophe (1978)
- Georgi Mikhailov Dimitrov, homme d'Etat (1962, 1972, 1982)
- Johann Wolfgang Döbereiner, chimiste (1980)
- Alfred Döblin, médecin (1978)
- Henri Dunant, homme d'affaires (1957)
- Hermann Duncker, homme politique (1974)
- Félix Dzerjinski, révolutionnaire (1977)

### E
- Friedrich Ebert, homme d'Etat (1984)
- Werner Eggerath, écrivain (1980)
- Joseph von Eichendorff, poète (1988)
- Albert Einstein, physicien théoricien (1978-1979)
- Charlotte Eisenblätter, résistante (1959)
- Gerhart Eisler, homme politique (1977)
- Hanns Eisler, compositeur (1968)
- Ekkehard Ier, saint (1983)
- Friedrich Engels, philosophe (1953, 1955, 1961, 1963, 1966, 1970, 1975-1976, 1983, 1986)
- Lothar Erdmann, journaliste (1960)
- Leonhard Euler, mathématicien (1950, 1957, 1983)
- Arthur Ewert, homme politique (1981)

### F
- Max Fechner, homme politique (1982)
- Lion Feuchtwanger, écrivain (1974)
- Johann Gottlieb Fichte, philosophe (1962)
- Paweł Finder, homme politique (1962)
- Wilhelm Florin, homme politique (1974)
- Theodor Fontane, écrivain (1969)
- Georg Forster, naturaliste (1979)
- Leonhard Frank, écrivain (1971)
- Caspar David Friedrich, peintre (1974)
- Friedrich Fröbel, pédagogue (1957)
- August Frölich, homme politique (1977)
- Julius Fučík, résistant (1962)

### G
- Fritz Gäbler, homme politique (1987)
- Youri Gagarine, cosmonaute (1962-1964, 1986)
- Indira Gandhi, femme d'Etat (1986)
- Carl Friedrich Gauss, mathématicien (1977)
- Gepa, sainte (1983)
- Gerburg, saint (1983)
- Ottomar Geschke, homme politique (1982)
- August Neidhardt von Gneisenau, militaire (1960, 1963)
- Johann Wolfgang von Goethe, romancier (1973, 1982)
- Nicolas Gogol, romancier (1952)
- Maxime Gorki, écrivain (1953, 1968)
- Albrecht von Gräfe, ophtalmologue (1978)
- Wilhelm Griesinger, psychiatre (1960)
- Jacob Grimm, philologue (1950)
- Les Frères Grimm, philologues (1975, 1985)
- Maria Grollmuß, résistante (1959)
- Fritz Große, homme politique (1984)
- Otto Grotewohl, homme d'Etat (1965-1966, 1974, 1986)
- Ernst Grube, homme politique (1963)
- Otto von Guericke, scientifique (1977)
- Hanno Günther, résistant (1961)
- Johannes Gutenberg, imprimeur (1970)

### H
- Georg Friedrich Haendel, compositeur (1952, 1959, 1985)
- Otto Hahn, chimiste (1979)
- Frans Hals, peintre (1980)
- Georg Handke, homme politique (1974)
- Mildred et Arvid Harnack, résistants (1964, 1984 (Arvid))
- Adolf von Harnack, historien (1950)
- Gerhart Hauptmann, auteur dramatique (1953, 1962, 1987)
- John Heartfield, artiste (1971)
- Friedrich Hebbel, poète (1963)
- Fritz Heckert, homme politique (1974)
- Georg Wilhelm Friedrich Hegel, philosophe (1953, 1970)
- Heinrich Heine, écrivain (1956, 1972)
- Samuel Heinicke, pédagogue (1978)
- Hermann von Helmholtz, scientifique (1950)
- Johann Gottfried Herder, poète (1973-1974)
- Hermann Joseph, saint (1983)
- Liselotte Herrmann, résistante (1961)
- Heinrich Hertz, physicien (1957, 1977, 1987)
- Georg Herwegh, poète (1967)
- Edwin Hoernle, homme politique (1974)
- Friedrich Hölderlin, poète (1970)
- Erich Honecker, homme d'Etat (1972)
- Lambert Horn, homme politique (1960)
- David Edward Hughes, physicien (1990)
- Victor Hugo, poète (1952)
- Alexander von Humboldt, naturaliste (1950, 1959-1960, 1969)
- Wilhelm von Humboldt, philosophe (1950)
- Ulrich von Hutten, homme d'Etat (1988)

### J

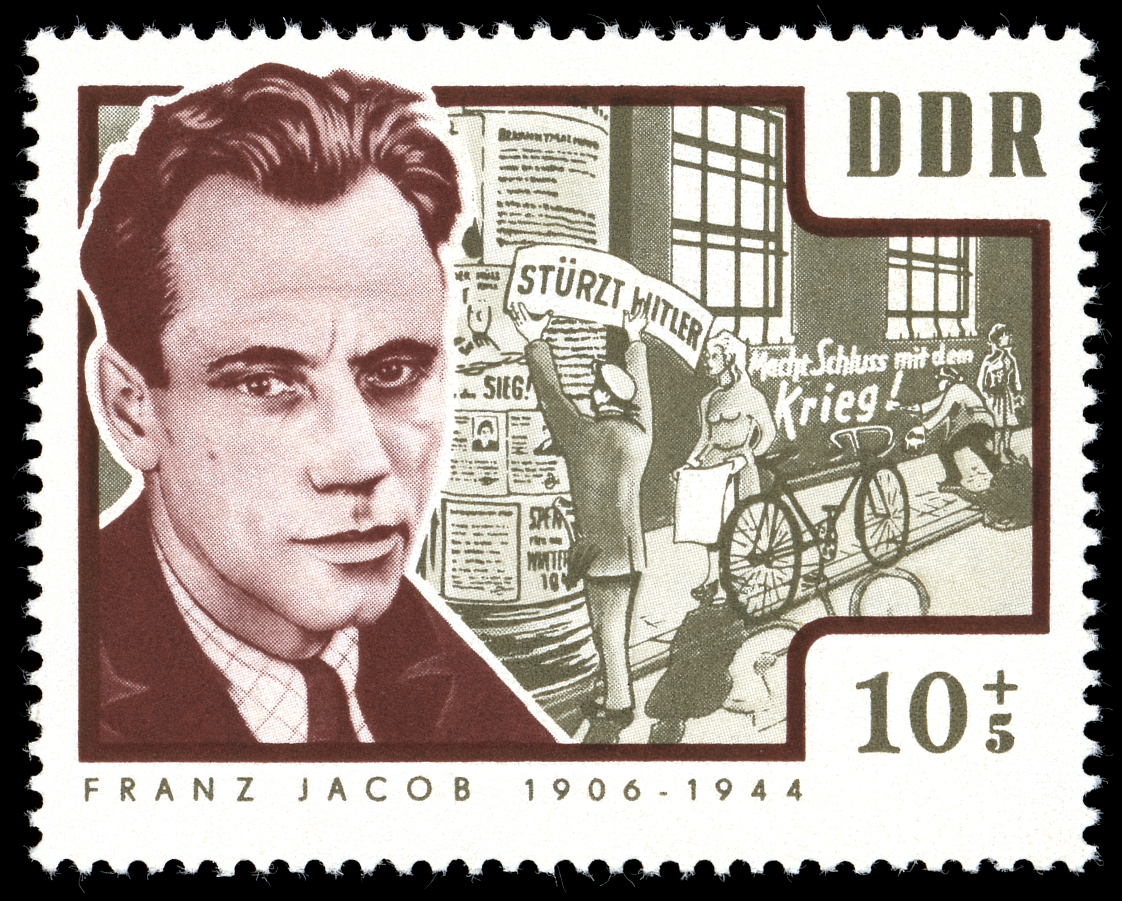
Franz Jacob sur un timbre de 1964 issu d'une série commémorant les résistants de la Seconde Guerre mondiale.

- Franz Jacob, homme politique (1964)
- Friedrich Ludwig Jahn, éducateur (1952, 1978)
- Sigmund Jähn, cosmonaute (1978, 1986, 1988)
- Jean-Paul II, pape (1990)
- Frédéric Joliot-Curie, physicien (1964, 1980)
- Joachim Jung, philosophe (1957)

### K
- Hans Kahle, journaliste (1966)
- Emmanuel Kant, philosophe (1974)
- Friedrich Kekulé von Stradonitz, chimiste (1979)
- Johannes Kepler, astronome (1971)
- Robert Kirchhoff, physicien (1974)
- Egon Erwin Kisch, écrivain (1985)
- Alfred Klahr, homme politique (1962)
- Heinrich von Kleist, écrivain (1953, 1977)
- Mathilde Klose, femme politique (1959)
- Georg Wenzeslaus von Knobelsdorff, peintre (1953)
- Albin Köbis, marin (1967)
- Robert Koch, médecin (1960, 1982)
- Korla Awgust Kocor, compositeur (1971)
- Bernhard Koenen, homme politique (1979)
- Wilhelm Koenen, homme politique (1976)
- Käthe Kollwitz, artiste (1953, 1967)
- Zoya Kosmodemianskaya, résistante (1962)
- Mikhaïl Koutouzov, militaire (1963)
- Nikita Khrouchtchev, homme d'Etat (1964)
- Werner Kube, résistant (1961)
- Adam Kuckhoff, écrivain (1964)
- Wilhelm Külz, homme politique (1965)
- Albert Kuntz, homme politique (1958)
- Alfred Kurella, écrivain (1985)

### L

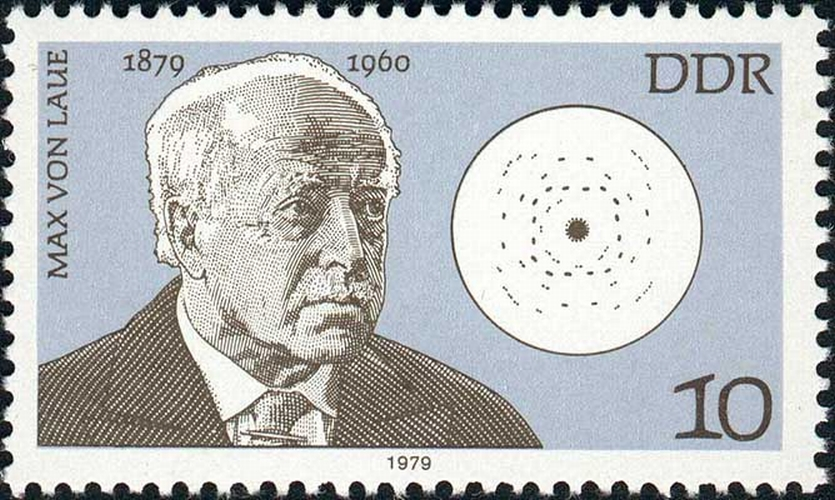
Max von Laue sur un timbre de 1979 célébrant son anniversaire.

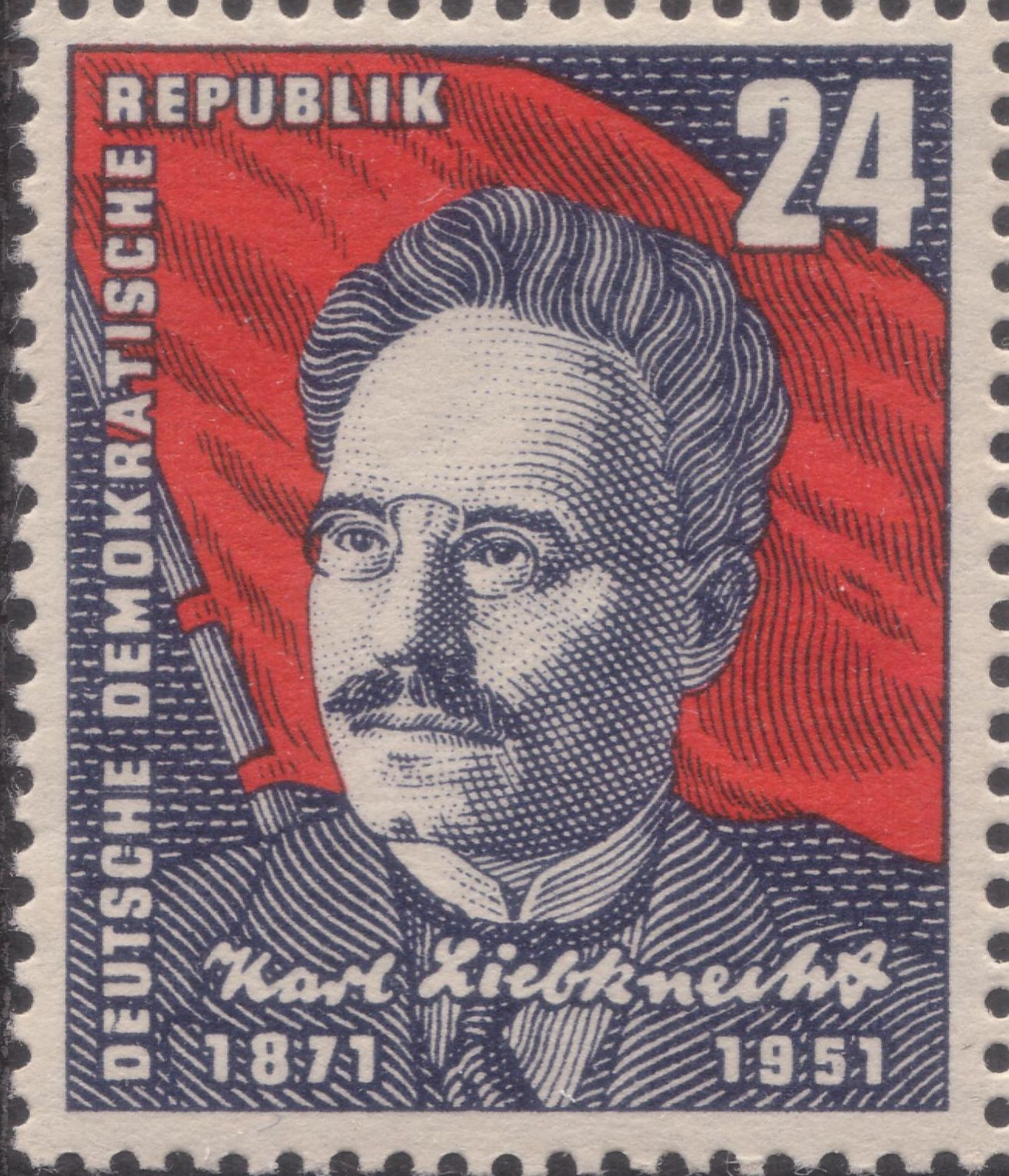
Karl Liebknecht sur un timbre de 1951 célébrant son 80e anniversaire.

- Max Lademann, homme politique (1960)
- Karl Landsteiner, biologiste (1968)
- Emanuel Lasker, joueur d'échecs (1968)
- Max von Laue, physicien (1979)
- Helmut Lehmann, homme politique (1982)
- Vladimir Ilitch Lénine, homme d'Etat (1953, 1960-1961, 1963, 1966-1968, 1970, 1973, 1976-1977, 1981, 1983, 1986-1987)
- Alexeï Leonov, cosmonaute (1965)
- Gotthold Ephraim Lessing, écrivain (1953, 1979)
- Bruno Leuschner, homme politique (1990)
- Louis Lewandowski, compositeur (1990)
- Justus von Liebig, chimiste (1978)
- Karl Liebknecht, homme politique (1951, 1955, 1959, 1965, 1968, 1971, 1975)
- Wilhelm Liebknecht, homme politique (1955)
- Gottfried Wilhelm Leibniz, philosophe (1950)
- Hertha Lindner, résistante (1961)
- Karl August Lingner, philanthrope (1987)
- Carl von Linné, scientifique (1958)
- Friedrich List, économiste (1989)
- Franz Liszt, compositeur (1961, 1973)
- Hans Loch, homme politique (1978)
- Albert Lortzing, compositeur (1952)
- Martin Luther, théologien (1967, 1982)
- Rosa Luxemburg, théoricienne (1955, 1959, 1966, 1968, 1971)

### M
- Heinrich Mann, écrivain (1971)
- Thomas Mann, écrivain (1956, 1975)
- Hans Marchwitza, écrivain (1966)
- Karl Maron, homme politique (1983)
- Karl Marx, historien (1953, 1960, 1963, 1965-1966, 1968, 1971, 1973, 1975-1976, 1980-1981, 1983, 1986)
- Hermann Matern, homme politique (1973)
- Rudolf Mauersberger, compositeur (1989)
- Franz Mehring, essayiste (1955, 1971)
- Otto Meier, homme politique (1989)
- Felix Mendelssohn, homme politique (1984)
- Adolph von Menzel, peintre (1965)
- Paul Merker, homme politique (1974)
- Ernst Meyer, homme politique (1977)
- Michel-Ange, peintre (1975)
- Josef Miller, homme politique (1983)
- Hô Chi Minh, homme d'Etat (1970)
- Carl Moltmann, homme politique (1974)
- Theodor Mommsen, historien (1950)
- Wolfgang Amadeus Mozart, compositeur (1956, 1981)
- Thomas Müntzer, chef religieux (1953, 1975, 1989)

### N
- Otto Nagel, peintre (1969)
- Johann Friedrich Naumann, ornithologue (1980)
- Jawaharlal Nehru, homme d'Etat (1989)
- Walther Nernst, physicien (1950)
- Pablo Neruda, homme politique (1974)
- Theodor Neubauer, résistant (1970)
- Friederike Caroline Neuber, actrice (1971)
- Johann Balthasar Neumann, ingénieur (1953)
- Martin Andersen Nexø, écrivain (1969)
- Käthe Niederkirchner, résistante (1959)
- Andrian Nikolaïev, cosmonaute (1962)
- Albert Norden, homme politique (1984)
- Otto Nuschke, homme politique (1958, 1983)

### O
- Alfred Oelssner, homme politique (1989)
- Fred Oelßner, homme politique (1983)
- Carl von Ossietzky, journaliste (1989)
- Hans Otto Glahn, homme politique (1975)

### P
- Max Joseph von Pettenkofer, chimiste (1968)
- Wilhelm Pieck, homme d'Etat (1950-1954, 1958-1961, 1966, 1975, 1986)
- Max Planck, physicien (1950, 1958)
- Pavel Popovitch, cosmonaute (1962)
- Magnus Poser, résistant (1970)
- Eugène Pottier, poète (1963)

### R
- Wilhelm Raabe, écrivain (1981)

Heinrich Rau sur un timbre de 1966 commémorant les Combattants anti-fascistes.

- Siegfried Rädel, homme politique (1983)
- Günther Ramin, organiste (1957)
- Heinrich Rau, homme d'Etat (1966, 1979)
- Max Reger, compositeur (1973)
- Reglindis, saint (1983)
- Max Reichpietsch, marin (1967)
- Max Reinhardt, metteur en scène (1973)
- Philipp Reis, scientifique (1990)
- Ludwig Renn, écrivain (1989)
- Rudolf Renner, homme politique (1958)
- Fritz Reuter, poète (1954)
- Albert Richter, cycliste (1963)
- Paul Robeson, acteur (1983)
- Saint Roland, saint (1987)
- Wilhelm Röntgen, physicien (1965)
- Hanns Rothbarth, résistant (1960)

### S
- Anton Saefkow, résistant (1964)

Adam Scharrer sur un timbre de 1989 célébrant son anniversaire.

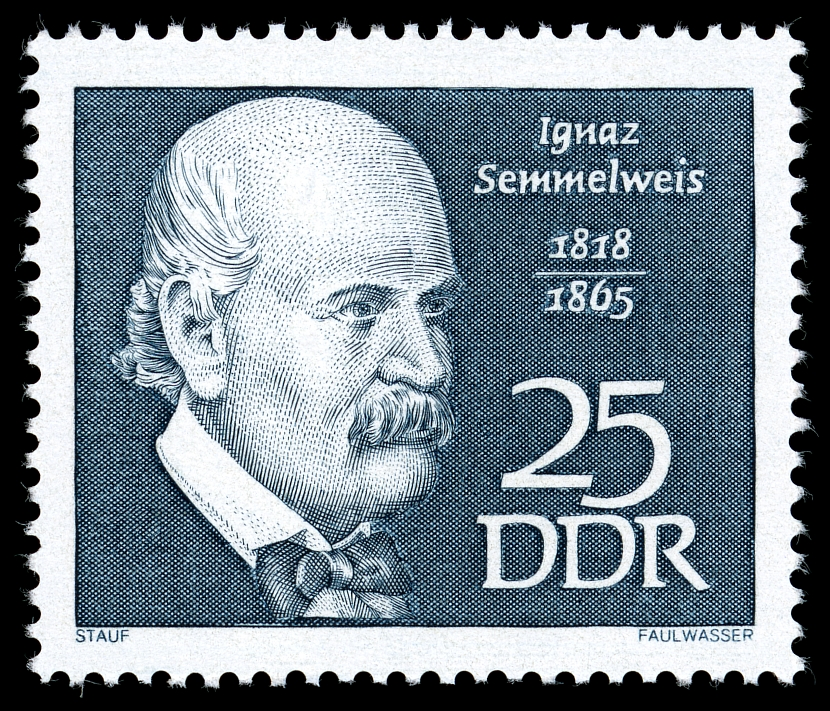
Ignace Philippe Semmelweis sur un timbre de 1968 célébrant son anniversaire.

- Augustin Sandtner, homme politique (1960)
- Johann Gottfried Schadow, dessinateur (1964)
- Hannie Schaft, résistante (1962)
- Gerhard Johann David von Scharnhorst, militaire (1963)
- Adam Scharrer, auteur (1989)
- John Schehr, homme politique (1976)
- Arthur Scheunert, physiologiste (1979)
- Ferdinand von Schill, militaire (1953)
- Friedrich von Schiller, poète (1955, 1959, 1973, 1982, 1989)
- Heinrich Schliemann, homme d'affaires (1971, 1990)
- Kurt Schlosser, résistant (1963)
- Andreas Schlüter, sculpteur (1964)
- Paul Schneider, pasteur (1957)
- Ernst Schneller, professeur (1960)
- Sophie et Hans Scholl, résistants (1961)
- Otto Schön, homme politique (1985)
- Franz Schubert, compositeur (1953)
- Harro Schulze-Boysen, écrivain (1964, 1984)
- Georg Schumann, compositeur (1976)
- Robert Schumann, compositeur (1956)
- Heinrich Schütz, homme politique (1985)
- Albert Schweitzer, médecin (1965, 1975)
- Werner Seelenbinder résistant (1963)
- Rudolf Seiffert, résistant (1963)
- Fritz Selbmann, homme politique (1989)
- Ignace Philippe Semmelweis, médecin (1968)
- Johann Gottfried Seume, poète (1963)
- William Shakespeare, poète (1964)
- John Sieg, journaliste (1984)
- Robert Siewert, homme politique (1987)
- Jan Arnošt Smoler, écrivain (1966)
- Richard Sorge, espion (1976)
- Joseph Staline, homme d'Etat (1951, 1954)
- Heinrich Friedrich Karl vom Stein, homme d'Etat (1953, 1963)
- Heinrich von Stephan, homme d'Etat (1981)
- Heinz Steyer résistant (1963)
- Walter Stoecker, homme politique (1958, 1981)
- Theodor Storm, écrivain (1967)
- Bertha von Suttner, militante pour la paix (1964)

### T
- Georg Philipp Telemann, compositeur (1981)
- Valentina Terechkova, cosmonaute (1963-1964)
- Albert Thaer, agronome (1977)
- Ernst Thälmann, homme politique (1953-1957, 1960, 1976, 1986)
- Mathias Thesen, résistant (1960)
- Thiemo, saint (1983)
- Josip Broz Tito, homme d'Etat (1952)
- Guerman Titov, cosmonaute (1961)
- Hermann Tops, résistant (1963)
- Johannes Tralow, écrivain (1971)
- Herbert Tschäpe, résistant (1960)
- Käthe Tucholla, résistante (1963)
- Kurt Tucholsky, journaliste (1970, 1990)

### U
- Ludwig Uhland, poète (1987)
- Walter Ulbricht, homme politique (1961, 1963-1971, 1973)

### V
- Walter Vesper, homme politique (1987)
- Victoria, reine (1990)
- Léonard de Vinci, peintre (1952)
- Rudolf Virchow, médecin (1953, 1960, 1971)
- Gerhard Voigt, graphiste (1964)

### W
- Richard Wagner, compositeur (1963)
- Herbert Warnke, homme politique (1982)
- Carl Maria von Weber, compositeur (1952, 1986)
- Alfred Wegener, astronome (1980)
- Helene Weigel, actrice (1980)
- Erich Weinert, écrivain (1965, 1990)
- Ehm Welk, journaliste (1974)
- Christoph Martin Wieland, poète (1973)
- Wilhelm, saint (1983)
- Johann Joachim Winckelmann, archéologue (1967)
- Otto Winzer, homme politique (1982)
- Erich Wirth, homme politique (1951)
- Friedrich Wolf, romancier (1973, 1988)

### Z
- Ludwik Lejzer Zamenhof, médecin (1987)
- Mao Zedong, homme d'Etat (1951)
- Carl Zeiss, ingénieur (1956, 1984, 1989)
- Clara Zetkin, journaliste (1955, 1957, 1987)
- Heinrich Zille, graphiste (1958)
- Arnold Zweig, écrivain (1977, 1987)

## Berlin Ouest (1948 à 1990)
Les timbres de Berlin-Ouest sont, pour une partie d'entre-eux, issus des séries imprimées pour l'Allemagne de l'Ouest avec la mention Berlin rajoutée. Cependant, l'enclave a eu le droit à ses propres timbres, représentant le plus souvent des berlinois célèbres.

### A
- Mathilde Franziska Anneke, femme politique (1988)
- Hannah Arendt, politologue (1988)
- Achim von Arnim, romancier (1981)
- Bettina von Arnim, femme de lettres (1985)
- Cilly Aussem, joueuse de tennis (1988)

### B
- Jean-Sébastien Bach, musicien (1961, 1971)
- Ludwig van Beethoven, compositeur (1952, 1961)
- Gottfried Benn, écrivain (1986)
- Christian Peter Wilhelm Beuth, homme d'État (1981)
- Hans Böckler, homme politique (1961)
- Hans Bredow, (1973)
- Alfred Edmund Brehm, écrivain (1984)

### C
- Adelbert von Chamisso, poète (1981)
- Lovis Corinth, peintre (1975)

### D
- Adolph Diesterweg, éducateur (1990)
- Hedwig Dransfeld, écrivaine (1988)
- Annette von Droste-Hülshoff, écrivaine (1961)
- Albrecht Dürer, dessinateur (1961, 1971)

### E
- Dorothea Erxleben, médecin (1988)

### F
- Theodor Fontane, écrivain (1952, 1970)
- Wilhelm Furtwängler, chef d'orchestre (1955, 1986)

### G
- Eduard Gaertner, peintre (1977)
- Therese Giehse, comédienne (1988)
- Johann Wolfgang von Goethe, romancier (1949, 1961)
- Carl von Gontard, architecte (1981)
- Albrecht von Gräfe, ophtalmologiste (1978)
- Albert le Grand, saint (1961)
- Johannes Gutenberg, imprimeur (1961)

### H
- Fritz Haber, chimiste (1957)

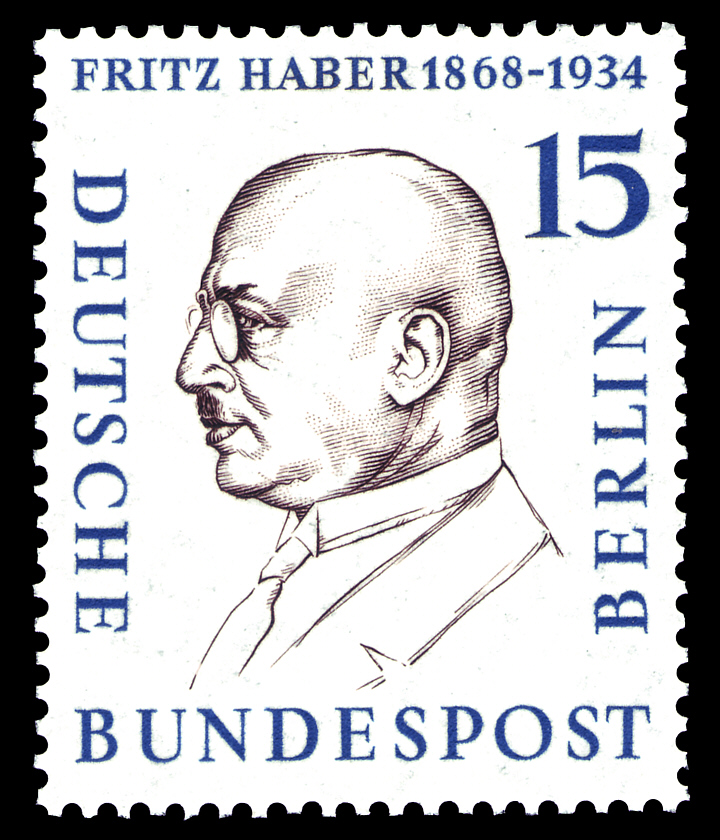
Fritz Haber sur un timbre de 1957 issu d'une série représentant les Grands Hommes de Berlin.

- Karl August von Hardenberg, diplomate (1972)
- Gerhart Hauptmann, auteur dramatique (1961)
- Lutz Heck, auteur (1957)
- Ernst Ludwig Heim, médecin (1984)
- Gustav Heinemann, homme d'État (1970-1972)
- Hermann von Helmholtz, scientifique (1971)
- Theodor Heuss, homme d'État (1959)
- Elly Heuss-Knapp, femme politique (1957)
- Ernst Theodor Amadeus Hoffmann, écrivain (1972)
- Élisabeth de Hongrie, sainte (1962)
- Alexander von Humboldt, naturaliste (1969)
- Wilhelm von Humboldt, philosophe (1952, 1957, 1985)

### I
- Emma Ihrer, femme politique (1989)

### J
- Friedrich Ludwig Jahn, éducateur (1978)
- Jésus-Christ, personnalité religieuse (1958, 1977, 1979, 1981-1983, 1986-1987, 1989)
- Joseph, personnalité religieuse (1972, 1979, 1981-1983, 1986-1987, 1989)
- Joseph Joachim, violoniste (1969)

### K
- Emmanuel Kant, philosophe (1961)
- John Fitzgerald Kennedy, homme d'État (1964, 1967)
- Gustav Kirchhoff, physicien (1974)
- Erich Klausener, personnalité (1984)
- Heinrich von Kleist, écrivain (1961)
- Otto Klemperer, chef d'orchestre (1985)
- Georg Wenzeslaus von Knobelsdorff, peintre (1974)
- Robert Koch, médecin (1960)
- Walter Kollo, compositeur (1978)

### L
- Lotte Lehmann, chanteuse d'opéra (1989)
- Peter Joseph Lenné, paysagiste (1989)
- Gotthold Ephraim Lessing, écrivain (1961)
- Max Liebermann, peintre (1972)
- Otto Lilienthal, pionnier de l'aviation (1952)
- Paul Lincke, compositeur (1956)
- Paul Löbe, homme politique (1976)
- Albert Lortzing, compositeur (1949)
- Heinrich Lübke, homme d'État (1964)
- Martin Luther, théologien (1961)

### M

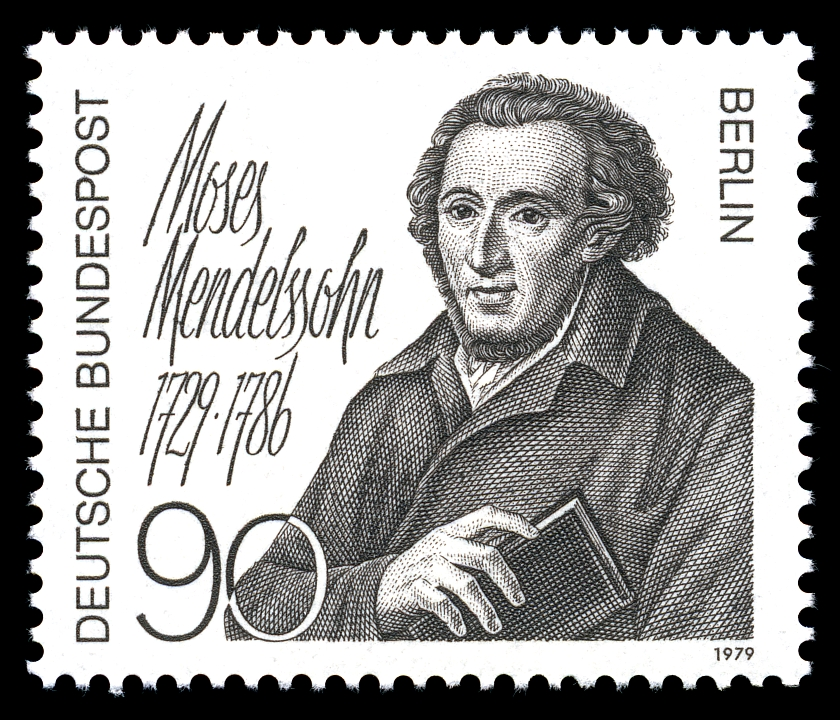
Moses Mendelssohn sur un timbre de 1979 célébrant son anniversaire.

- Louise de Mecklembourg-Strelitz, princesse (1989)
- Lise Meitner, physicienne (1988)
- Fanny Mendelssohn, compositrice (1989)
- Moses Mendelssohn, philosophe (1979)
- Marie, sainte (1972, 1977-1979, 1981-1983, 1986-1987, 1989)
- Adolph von Menzel, peintre (1952)
- Ottmar Mergenthaler, inventeur (1954)
- Ludwig Mies van der Rohe, architecte (1986)
- Paula Modersohn-Becker, artiste peintre (1988)
- Theodor Mommsen, historien (1957)
- Nicolas de Myre, saint (1984)

### N
- Néfertiti, reine (1988-1989)
- Johann Balthasar Neumann, ingénieur (1961)

### O
- Franz Oppenheimer, sociologue (1961)
- Carl von Ossietzky, journaliste (1989)

### P
- Max Planck, physicien (1952)
- Konrad von Preysing, cardinal (1980)
- Frédéric II de Prusse, roi (1986)
- Frédéric-Guillaume Ier de Prusse, roi (1988)

### Q

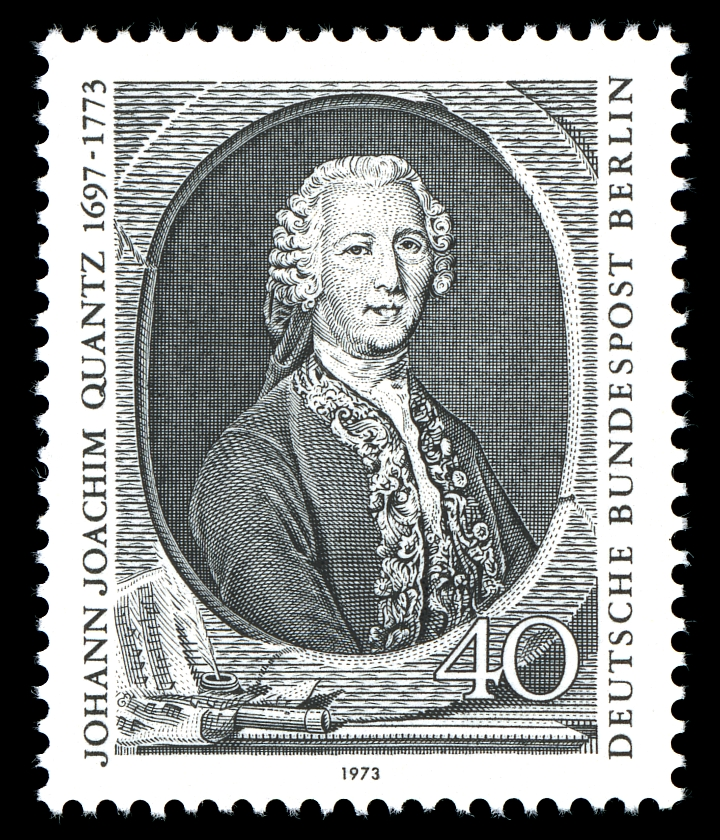
Johann Joachim Quantz sur un timbre de 1973 commémorant les 200 ans de sa mort.

- Johann Joachim Quantz, compositeur (1973)

### R
- Leopold von Ranke, historien (1970, 1986)
- Walther Rathenau, écrivain (1952)
- Christian Daniel Rauch, sculpteur (1957)
- Max Reinhardt, metteur en scène (1957)
- Ernst Reuter, maire de Berlin (1954, 1957, 1989)
- Joachim Ringelnatz, écrivain (1983)
- Les Rois Mages, personnalités religieuses (1983, 1986-1987)
- Ernst Rudorff, compositeur (1990)

### S
- Alice Salomon, travailleuse sociale (1989)
- Ferdinand Sauerbruch, chirurgien (1975)
- Friedrich Carl von Savigny, juriste (1957)
- Johann Gottfried Schadow, dessinateur (1975)
- Friedrich von Schiller, poète (1959, 1961)
- Friedrich Schleiermacher, théologien (1957)
- Karl Friedrich Schinkel, peintre (1952)
- Walther Schreiber, homme politique (1960)
- Louise Schroeder, femme politique (1961, 1987)
- Clara Schumann, pianiste (1986)
- Anna Maria Sibylla Merian, naturaliste (1987)
- Werner von Siemens, inventeur (1952)
- Adolf Slaby, inventeur (1974)
- Friedrich Wilhelm von Steuben, militaire (1980)
- Robert Stolz, compositeur (1980)
- Richard Strauss, compositeur (1954)
- Otto Suhr, homme politique (1958)

### T
- Christine Teusch, femme politique (1986)
- Ludwig Tieck, poète (1973)
- Kurt Tucholsky, journaliste (1985)

### V
- Rudolf Virchow, médecin (1952)
- Cécile Vogt-Mugnier, neurologue (1989)

### Z
- Carl Friedrich Zelter, compositeur (1952)
- Heinrich Zille, graphiste (1957)

## Zone d'occupation anglo-américaine (1945-1949)

### G
- Johann Wolfgang von Goethe, romancier (1949)

## Zone d'occupation soviétique (1945-1949)
Cela prend en compte la zone d'occupation dans son ensemble ainsi que les villes libérées en 1945 par l'Armée Rouge.
Au début, il s'agissait de timbres du Troisième Reich représentant Adolf Hitler que les autorités soviétiques ont surchargé soit avec du texte, soit en masquant le visage d'Hitler. Puis de nouvelles séries ont commencé à être produites.

### B
- August Bebel, homme politique (1948)
- Rudolf Breitscheid, homme politique (1945)

### E
- Friedrich Engels, philosophe (1948)

### G
- Johann Wolfgang von Goethe, romancier (1945-1946, 1949)

### H
- Gerhart Hauptmann, auteur dramatique (1948)
- Georg Wilhelm Friedrich Hegel, philosophe (1948)
- Paul von Hindenburg, homme d'Etat (1945)
- Adolf Hitler, homme d'Etat (1945)

### K
- Erich Klausener, homme politique (1945)
- Käthe Kollwitz, artiste (1948)

### L
- Karl Liebknecht, homme politique (1949)
- Franz Liszt, compositeur (1946)
- Rosa Luxemburg, philosophe (1949)

### M
- Karl Marx, historien (1948)

### S
- Friedrich von Schiller, poète (1945-1946)

### T
- Ernst Thälmann, homme politique (1945, 1948)

### V
- Rudolf Virchow, médecin (1948)

### W
- Christoph Martin Wieland, poète (1946)

## Zone d'occupation française (1945-1949)
Cela comprend la zone d'occupation en tant que telle (jusqu'en 1946) ainsi que la Bade française, la Rhénanie-Palatinat et le Wurtemberg français (à partir de 1947). Les séries produites représentent des personnalités culturelles allemandes des siècles précédents.

### B

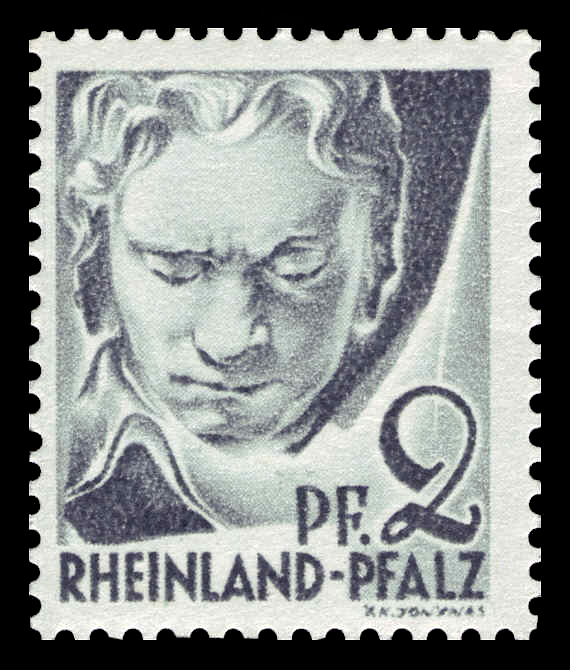
Ludwig van Beethoven sur un timbre de 1947 de la Rhénanie-Palatinat.

- Hans Baldung, dessinateur (1947-1949)
- Ludwig van Beethoven, compositeur (1947-1949)

### C
- Charlemagne, roi (1947-1948)

### G
- Johann Wolfgang von Goethe, romancier (1946, 1949)
- Johannes Gutenberg, imprimeur (1947-1948)

### H
- Johann Peter Hebel, poète (1947-1949)
- Heinrich Heine, écrivain (1946)
- Friedrich Hölderlin, poète (1947-1948)

### K
- Wilhelm Emmanuel von Ketteler, théologien (1947-1949)
- Conradin Kreutzer, musicien (1949)

### M
- Karl Marx, historien (1947-1949)

### S
- Friedrich von Schiller, poète (1946-1948)
- Carl Schurz, homme politique (1949)

### U
- Ludwig Uhland, poète (1948)

### W
- Gustav Werner, homme d'Eglise (1949)

## Sarre (1920-1934; 1947-1959)
Cela comprend le Territoire du Bassin de la Sarre sous mandant de la Société des Nations puis le protectorat français de Sarre. On trouve dans ces timbres de nombreuses références à la foi chrétienne ainsi qu'à la peinture.

### B

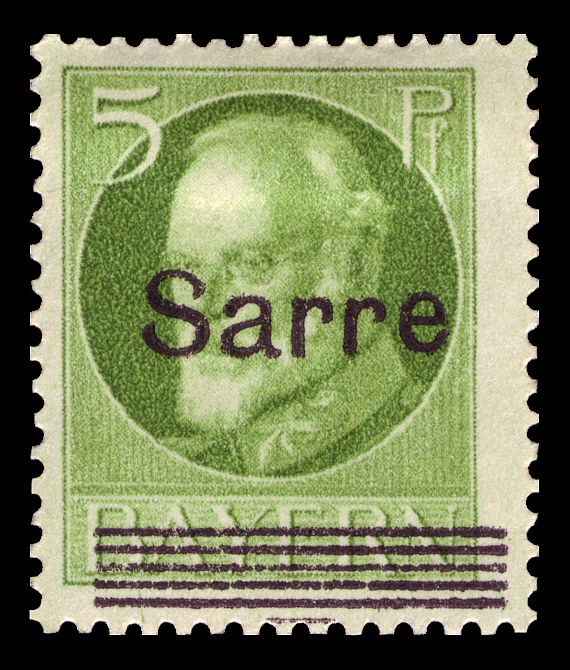
Luitpold de Bavière sur un timbre de Bavière portant une surcharge Sarre datant de 1920.

- Luitpold de Bavière, homme d'Etat (1920)
- Ludwig van Beethoven, compositeur (1951)
- Wilhelm Busch, dessinateur (1958)

### C
- Jean Calvin, théologien (1951)
- Jésus-Christ, figure religieuse (1950, 1952, 1954)

### D
- Rudolf Diesel, ingénieur (1958)
- Henri Dunant, homme d'affaires (1953)

### F
- Jacob Fugger, banquier (1959)

### H
- Theodor Heuss, homme d'Etat (1957)

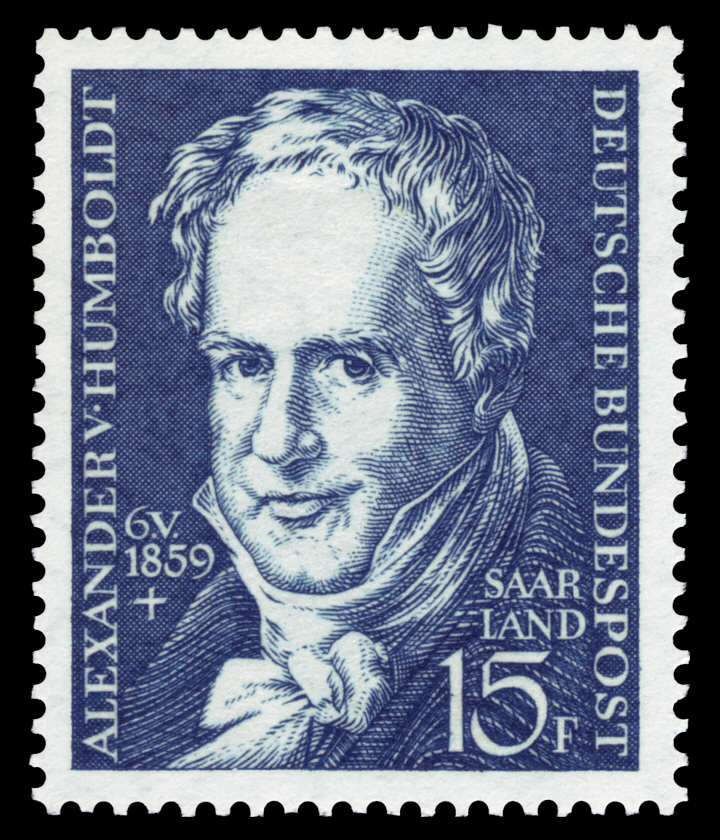
Alexander von Humboldt sur un timbre de 1959 commémorant les 200 ans de sa mort.

- Odile de Hohenbourg, sainte (1929)
- Alexander von Humboldt, naturaliste (1959)

### K
- Adolph Kolping, prêtre (1950)

### L
- Martin Luther, théologien (1951)

### M
- Marie, figure religieuse (1925, 1929, 1934, 1949, 1954)
- Marie de Médicis, femme d'Etat (1954)
- Emil von Maucler, enfant sur une peinture (1954)
- Moïse, figure religieuse (1949)

### N
- Michel Ney, militaire (1947)

### R
- Frédéric-Guillaume Raiffeisen, banquier (1958)

### S
- Hermann Schulze-Delitzsch, juriste (1958)
- Pavel Alexandrovitch Stroganov, homme d'Etat (1952)
- Clarica Strozzi, enfant d'une famille florentine (1953)

### V
- Thomas de Villeneuve, saint (1949)

### W
- Peter Wust, philosophe (1950)

## Troisième Reich (1934-1945)
Sur ces timbres figurant d'abord des personnalités marquante de l'histoire allemande du point de vue culturel mais aussi technique et militaire. À partir de 1937, le culte de la personnalité d'Adolf Hitler commence et des timbres à son effigie seront produit jusqu'à sa chute.

### B
- Jean-Sébastien Bach, musicien (1935)
- Emil Adolf von Behring, médecin (1940)
- Carl Benz, ingénieur (1936)

### D
- Gottlieb Daimler, ingénieur (1936)

### G
- Otto von Guericke, scientifique (1936)

### H
- Georg Friedrich Haendel, compositeur (1935)
- Paul von Hindenburg, militaire (1934, 1939)
- Adolf Hitler, homme d'Etat (1937-1945)

### K
- Robert Koch, médecin (1944)

### L
- Otto Lilienthal, aviateur (1934)
- Adolf Lüderitz, commerçant (1934)

### M
- Wolfgang Amadeus Mozart, compositeur (1941)
- Benito Mussolini, homme d'Etat (1941)

### N
- Gustav Nachtigal, explorateur (1934)

### P
- Carl Peters, explorateur (1934)

### R
- Peter Rosegger, poète (1943)

### S
- Friedrich von Schiller, poète (1934)
- Heinrich Schütz, compositeur (1935)

### W
- Hermann von Wissmann, homme d'Etat (1934)

### Z
- Ferdinand von Zeppelin, militaire (1934)

## République de Weimar (1918-1933)
Les personnalités figurant sur les timbres de la République de Weimar sont ses dirigeants politiques mais aussi, comme pour les entités précédentes, des personnalités marquantes de la culture allemande.

### B
- Jean-Sébastien Bach, musicien (1926)
- Ludwig van Beethoven, compositeur (1926-1927)

### D
- Albrecht Dürer, dessinateur (1926)

### E
- Friedrich Ebert, homme d'Etat (1928, 1930, 1932)

### G
- Johann Wolfgang von Goethe, romancier (1926-1927)

### H
- Paul von Hindenburg, militaire (1927-1928, 1930-1933)

### K
- Emmanuel Kant, philosophe (1926-1927)

### L
- Gottfried Wilhelm Leibniz, philosophe (1926)
- Gotthold Ephraim Lessing, écrivain (1926)

### P
- Frédéric II de Prusse, roi (1926, 1933)

### S
- Friedrich von Schiller, poète (1926)
- Heinrich von Stephan, homme d'Etat (1924)

## Ancienne Allemagne (1850-1920)
Cela comprend la Bavière, Hanovre, Heligoland, la Prusse et la Saxe. On y retrouve les régents de ces royaumes du temps de leur règne, y compris la reine Victoria sur les timbres d'Heligoland du fait que cette île appartenait au Royaume-Uni.

### B

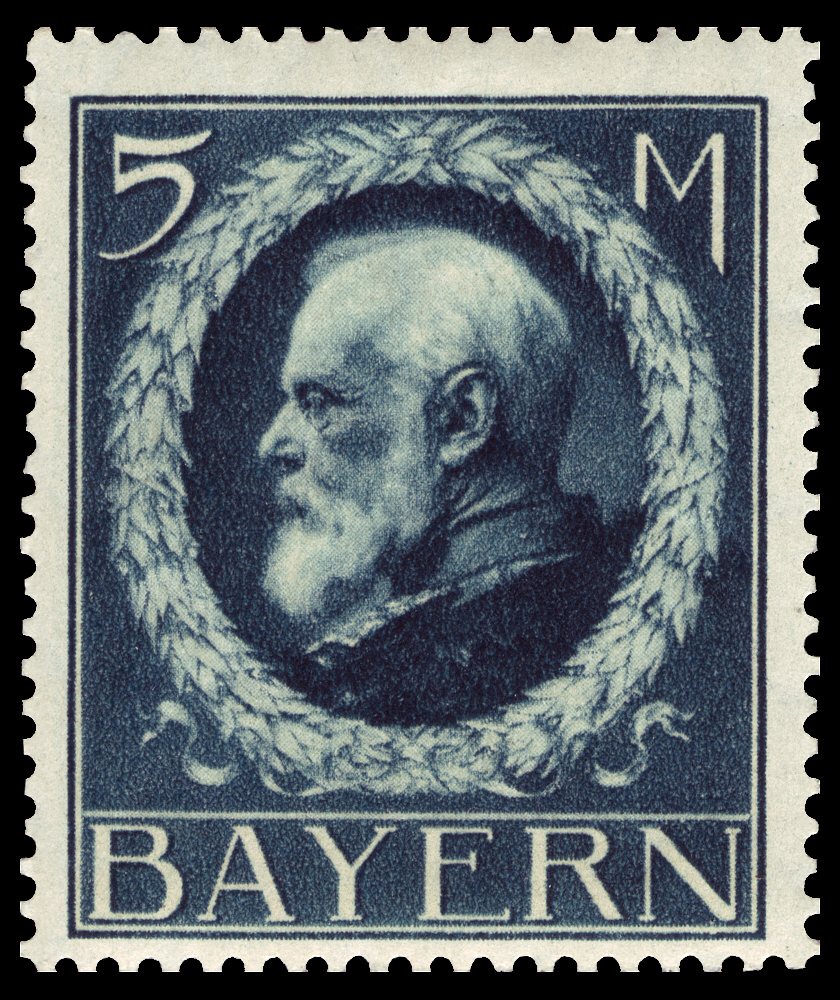
Louis III de Bavière sur un timbre de Bavière de 1914.

- Louis III de Bavière, roi (1914-1920)
- Luitpold de Bavière, prince (1911)

### H
- Georges V de Hanovre, roi (1859-1861, 1864)

### P
- Frédéric-Guillaume IV de Prusse, roi (1850, 1857-1859)

### S
- Frédéric-Auguste II de Saxe, roi (1851-1852)
- Jean Ier de Saxe, roi (1855-1856)

### V
- Victoria, reine (1867, 1869-1873, 1875)

## Sources
- Catalogue de timbres en ligne (Stamp World)
- Catalogue de timbres en ligne (Colnet)
- Catalogue de timbres d'Allemagne (Germanstamps)